# Petrozavodsk
Petrozavodsk (en russe : Петрозаводск, en carélien, en finnois et en vepse Petroskoi) est une ville de Russie et la capitale de la république de Carélie. Sa population s'élève à 280 711 habitants en 2021.

## Géographie

### Situation

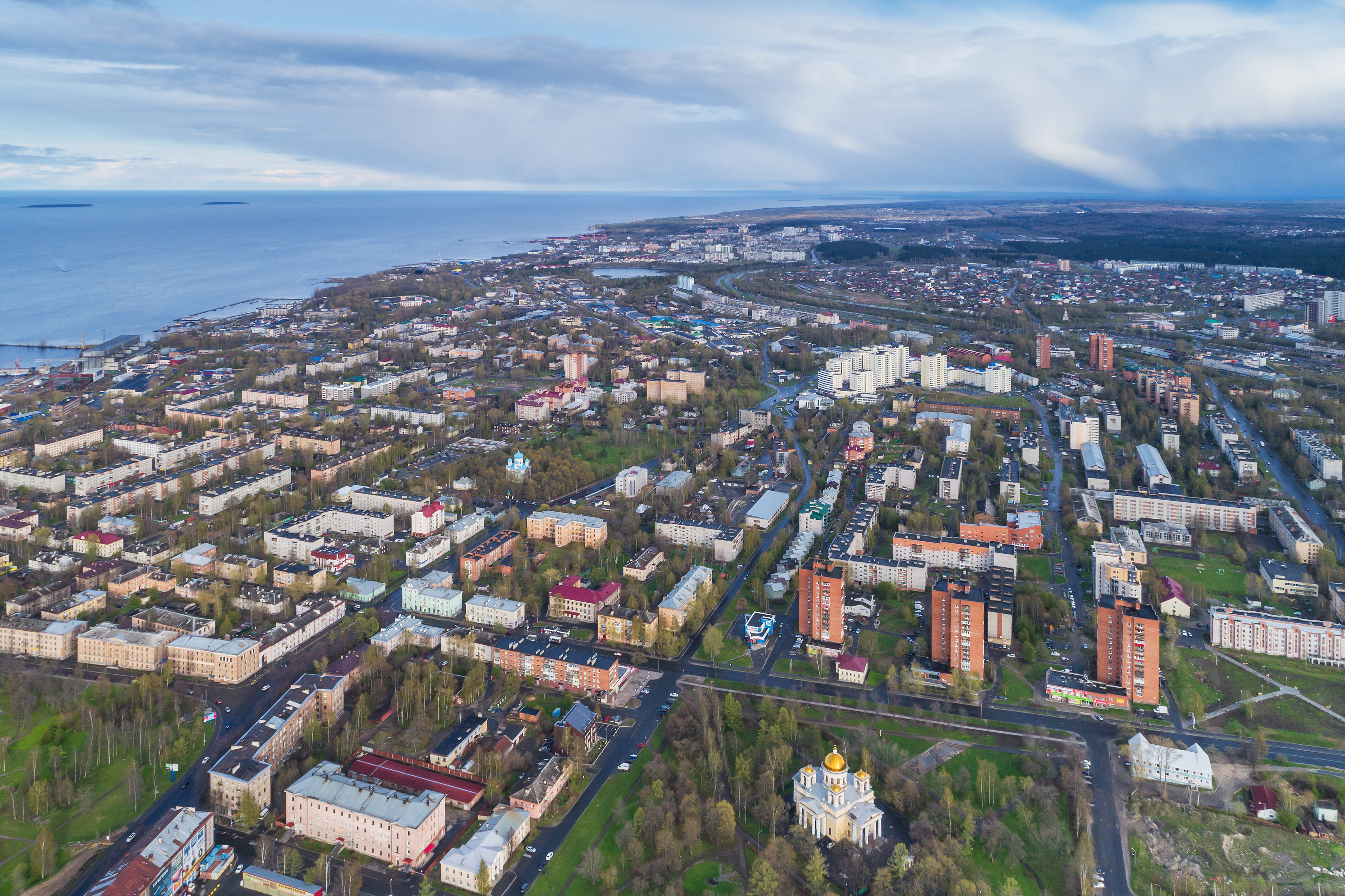
Vue aérienne de Petrozavodsk.

Petrozavodsk est située dans la baie de Petrozavodsk (ru) sur la rive occidentale du lac Onega, à 1 091 km au nord de Moscou.
Le point le plus élevé de la ville est le Mont Kukkovka (ru) qui culmine à 193 mètres.

### Espaces verts
La ville de Petrozavodsk est entourée de forêts verdoyantes de presque tous les côtés, et compte de nombreux espaces verts intérieurs. Les espaces verts de Petrozavodsk couvrent une superficie de 48 200 hectares, dont 1 800 hectares situés dans les limites de la ville. Les parcs couvrent 12 900 hectares, la partie forestière 35 300 hectares.
Petrozavodsk est l'une des villes moyennes les plus vertes de Russie. La ville compte 259 places, 109 ruelles, 100 parcs, 17 jardins et 16 boulevards. Son avenue principale est la perspective Lénine.

### Hydrographie
La ville est située sur les rives du lac Onega, le deuxième plus grand lac d'Europe. 
Une partie de la ville est située sur les rives de la partie centrale du lac Onega.
Par le système de rivières et de canaux, Petrozavodsk a accès aux mers Baltique, Blanche, de Barents, Caspienne et Noire, ce qui en fait un port des cinq mers.
Les lacs majeurs de la ville sont le lac Dennoïe, le lac Lamba, le Logmozero et le Tchetyriokhverstnoïe (lac des Quatre-Verstes).

### Climat
Le climat de Petrozavodsk est de type subarctique (type : Dfc selon la classification de Koppen). Les températures hivernales sont froides avec une température moyenne de −9,3 °C pour le mois le plus froid et les étés courts et frais avec une température moyenne de +17,0 °C pour le mois le plus chaud. L'été est la saison la plus arrosée avec 82 mm de hauteur moyenne de pluie pour les mois de juillet et août.
Voir aussi : #Données climatiques.

## Histoire

### Premiers peuplements
Des découvertes archéologiques faites dans la zone urbaine indiquent la présence d'un foyer d'habitation il y a sept mille ans. Durant le Moyen Âge, des villages sur les rivages du lac Onega sont installés sur le site de la ville actuelle. Dans les limites de la ville, la zone de Solomennoje est évoquée dans des traces écrites datant du XVIe siècle. Dans une carte géographique d'Abraham Ortelius imprimée en 1592, il est fait mention du centre de population nommé Onegaborg à peu près à l'endroit de l'actuel Petrozavodsk.

### Pierre le Grand

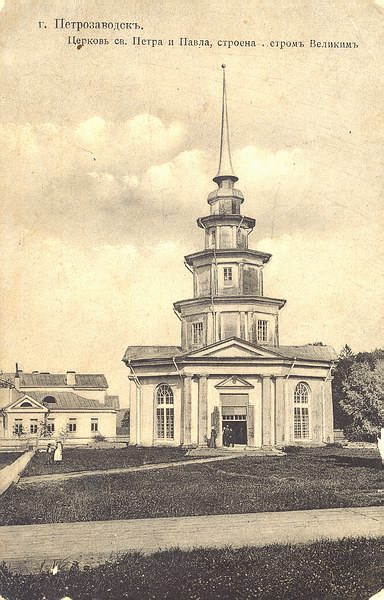
L'église Saint-Pierre-et-Saint-Paul.

Le 11 septembre 1703, le prince Menchikov fonde la colonie (sloboda) Petrovskaïa (de Pierre) à la demande de Pierre le Grand qui a besoin d'une nouvelle fonderie destinée à la fabrication de canons et d'ancres pour la flotte de la Baltique afin de fournir un effort de guerre conséquent durant la grande guerre du Nord. Au début la fonderie est nommée Chouïsky zavod (littéralement, « fabrique de la Chouïa »), mais une décennie plus tard elle devient la Petrovsky zavod (la fabrique de Pierre) en l'honneur de l'empereur. Elle donne ensuite son nom à la ville.
De 1801 à 1920, la ville est la capitale du gouvernement d'Olonets.
En 1717, la Petrovskaïa Sloboda est devenue le centre de population le plus important de Carélie avec environ 3 500 habitants, avec un marché couvert.
Le bâtiment le plus connu de la ville est alors l'église Saint-Pierre-et-Saint-Paul, rebâtie en 1772 et rénovée en 1789. L'église garde son iconostase d'origine jusqu'à sa destruction dans un incendie le 30 octobre 1924.
Après la mort de Pierre le Grand, la ville se dépeuple et la fabrique décline pour fermer en 1734.

### Catherine II

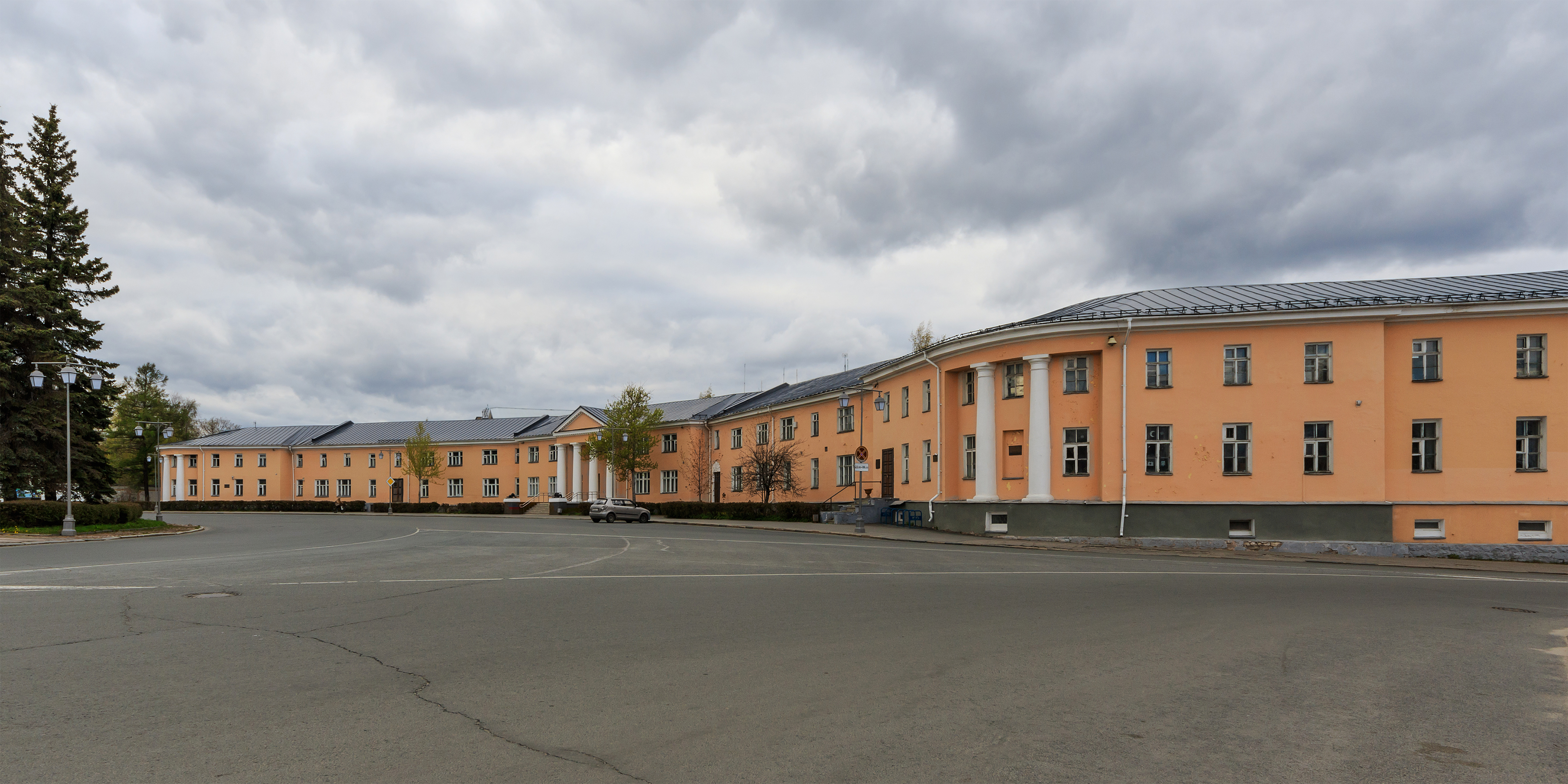
Place Lénine au centre de Petrozavodsk.

L'industrie revit en 1773 quand Catherine II établit une nouvelle fonderie d'acier le long de la rivière Lososinka. La fonderie, créée pour fournir des canons pour la guerre russo-turque de 1768-1774, est appelée Alexandrovsky, en mémoire d'Alexandre Nevsky considéré comme le saint patron de la région. L'usine est modernisée sous la direction de Charles Gascoigne en 1787–1796.
Pendant la réforme municipale de Catherine II en 1777, la sloboda Petrovskaïa devient une ville et son nom devient Petrozavodsk. Un nouveau centre-ville d'architecture néo-classique est bâti autour de la nouvelle place centrale circulaire.

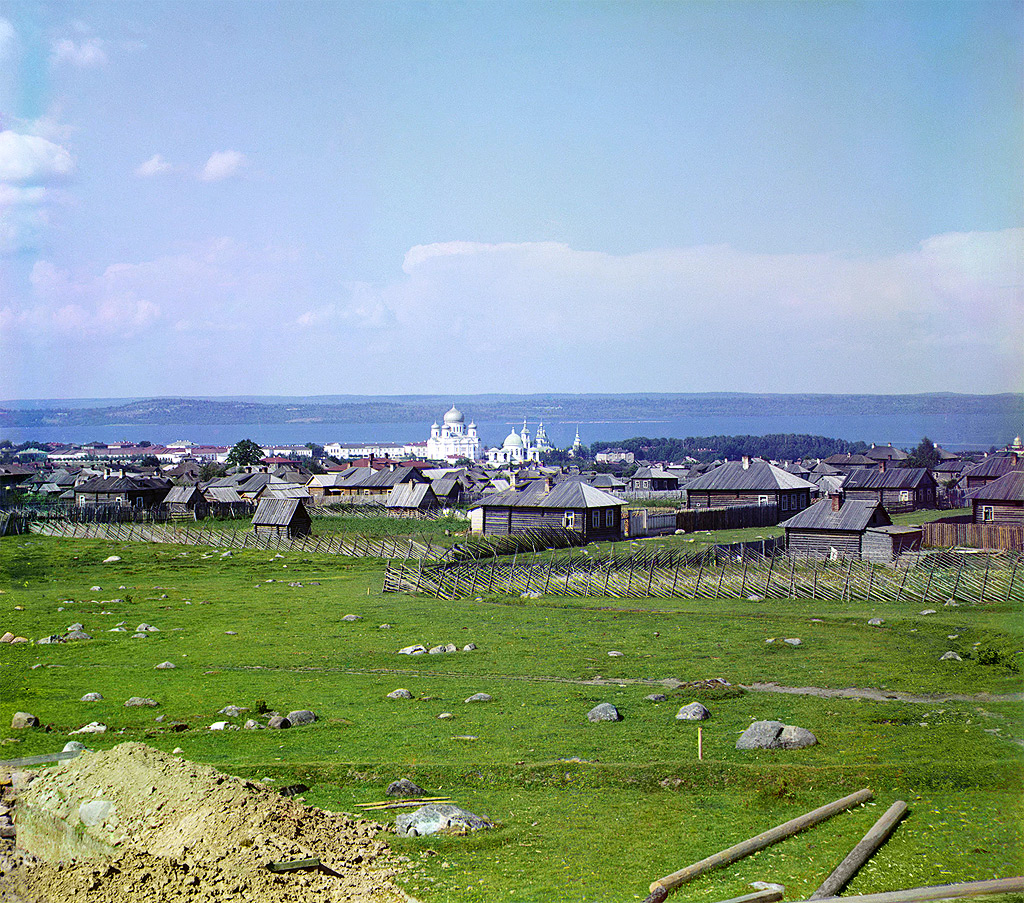
Petrozavodsk en 1915 par Sergueï Prokoudine-Gorski.

En 1784, Petrozavodsk est encore assez grande pour supplanter Olonets comme chef-lieu de la région. Bien que Paul Ier ait aboli le gouvernement d'Olonets, il redeviendra un gouvernement en 1801, avec Petrozavodsk comme chef-lieu administratif.

### Époque soviétique
Les soviets prennent possession de la ville en janvier 1918. Petrozavodsk devient le chef-lieu de la « Commune prolétaire de Carélie » fondée le 7 juin 1920 qui deviendra la République socialiste soviétique autonome de Carélie,,.
À partir de 1940, Petrozavodsk devient le chef-lieu de la République socialiste soviétique carélo-finnoise, agrandie des territoires cédés par la Finlande à l'URSS à l'issue de la Guerre d'Hiver.
La langue finnoise est l'une des langues officielles de la RSSA de Carélie et de Petrozavodsk. Ceci était justifié officiellement par l'absence de transcription de la langue carélienne mais aussi officieusement par l'idée que la Finlande adhérerait prochainement à l'URSS.
Dans les années 1930, de nombreux émigrants finlandais communistes s'installent dans la RSS.
Dans les années 1950, de nombreux Finnois d'Ingrie s'installent après leur expulsion de leur région. Ainsi la ville devient le principal foyer finnois de l'Union soviétique. À la fin de l'époque soviétique, Petrozavodsk comptait 15 000 Finlandais.

### La guerre de continuation
Son nom en finnois est généralement Petroskoi, mais durant l'occupation finlandaise de la Carélie orientale pendant la guerre de Continuation de 1941 à 1944 entre l'URSS et la Finlande, la ville est renommée Äänislinna, un nom tiré du nom finnois du lac Onega, Ääninen.

## Politique et administration

### Statut
Petrozavodsk est la capitale de la république de Carélie. Dans le cadre des subdivisions de la Russie elle est le centre administratif du raïon des rives de l'Onega bien qu'elle n'en fasse pas partie.
Elle fait partie des villes d'importance régionale, ce qui lui confère un statut équivalent à celui des raïons.*

### Résultats électoraux
| Scrutin             | 1er tour | 1er tour | 1er tour | 1er tour | 1er tour | 1er tour | 1er tour | 1er tour | 1er tour | 1er tour | 1er tour  | 1er tour | 2d tour                  | 2d tour                  | 2d tour                  | 2d tour                  | 2d tour                  | 2d tour                  | 2d tour                  | 2d tour                  |
| Scrutin             | 1er      | 1er      | %        | 2e       | 2e       | %        | 3e       | 3e       | %        | 4e       | 4e        | %        | 1er                      | %                        | 2e                       | %                        | 3e                       | %                        | 4e                       | %                        |
| ------------------- | -------- | -------- | -------- | -------- | -------- | -------- | -------- | -------- | -------- | -------- | --------- | -------- | ------------------------ | ------------------------ | ------------------------ | ------------------------ | ------------------------ | ------------------------ | ------------------------ | ------------------------ |
| Présidentielle 2012 |          | ER       | 51,72    |          | KPRF     | 17,91    |          | SE       | 16,08    |          | LDPR      | 8,33     | Victoire au premier tour | Victoire au premier tour | Victoire au premier tour | Victoire au premier tour | Victoire au premier tour | Victoire au premier tour | Victoire au premier tour | Victoire au premier tour |
| Maïorale 2013       |          | Iabloko  | 41,9     |          | ER       | 27,26    |          | KPRF     | 4,63     |          | Patriotes | 4,36     | Victoire au premier tour | Victoire au premier tour | Victoire au premier tour | Victoire au premier tour | Victoire au premier tour | Victoire au premier tour | Victoire au premier tour | Victoire au premier tour |
| Municipales 2016    |          | ER       | 33,08    |          | KPRF     | 18,26    |          | LDPR     | 17,79    |          | SRZP      | 16,28    | Tour unique              | Tour unique              | Tour unique              | Tour unique              | Tour unique              | Tour unique              | Tour unique              | Tour unique              |
| Législatives 2016   |          | ER       | 33,61    |          | LDPR     | 15,26    |          | KPRF     | 14,90    |          | Iabloko   | 12,88    | Tour unique              | Tour unique              | Tour unique              | Tour unique              | Tour unique              | Tour unique              | Tour unique              | Tour unique              |
| Présidentielle 2018 |          | ER       | 72,13    |          | KPRF     | 12,64    |          | LDPR     | 6,53     |          | GRANI     | 3,07     | Victoire au premier tour | Victoire au premier tour | Victoire au premier tour | Victoire au premier tour | Victoire au premier tour | Victoire au premier tour | Victoire au premier tour | Victoire au premier tour |
| Législatives 2021   |          | ER       | 31,56    |          | KPRF     | 16,23    |          | Iabloko  | 11,99    |          | SRZP      | 9,99     | Tour unique              | Tour unique              | Tour unique              | Tour unique              | Tour unique              | Tour unique              | Tour unique              | Tour unique              |
| Municipales 2021    |          | ER       | 29,26    |          | KPRF     | 17,88    |          | SRZP     | 11,15    |          | Iabloko   | 10,88    | Victoire au premier tour | Victoire au premier tour | Victoire au premier tour | Victoire au premier tour | Victoire au premier tour | Victoire au premier tour | Victoire au premier tour | Victoire au premier tour |

### Politique
Le 8 septembre 2013, Galina Chirchina, une candidate soutenue par le petit parti Iabloko bat le candidat officiel de Russie unie, soutenu par Vladimir Poutine et devient maire. Cette victoire requinque l'opposition, dans le contexte de la défaite controversée d'Alexeï Navalny à Moscou.

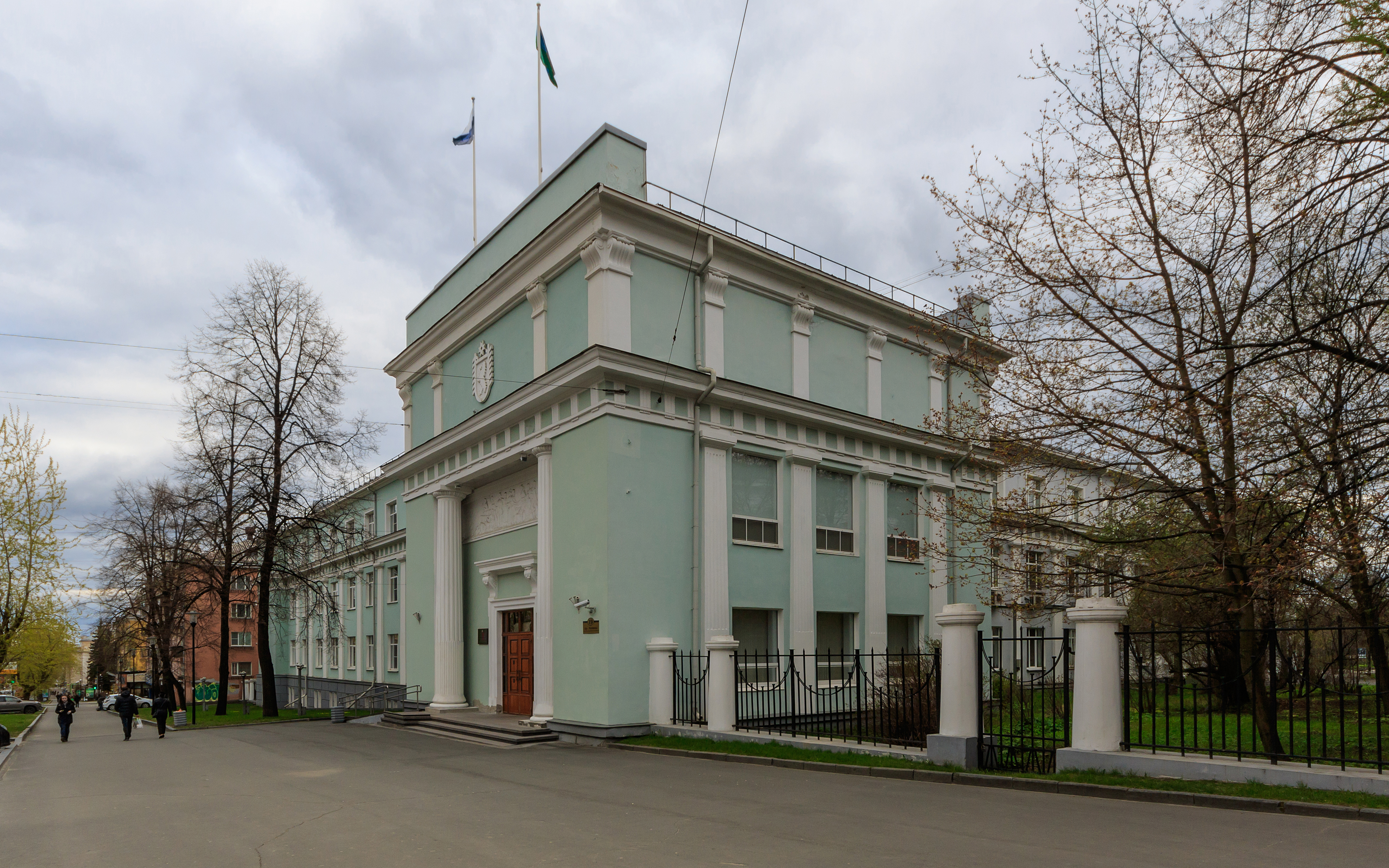
Bâtiment du gouvernement de la République de Carélie.
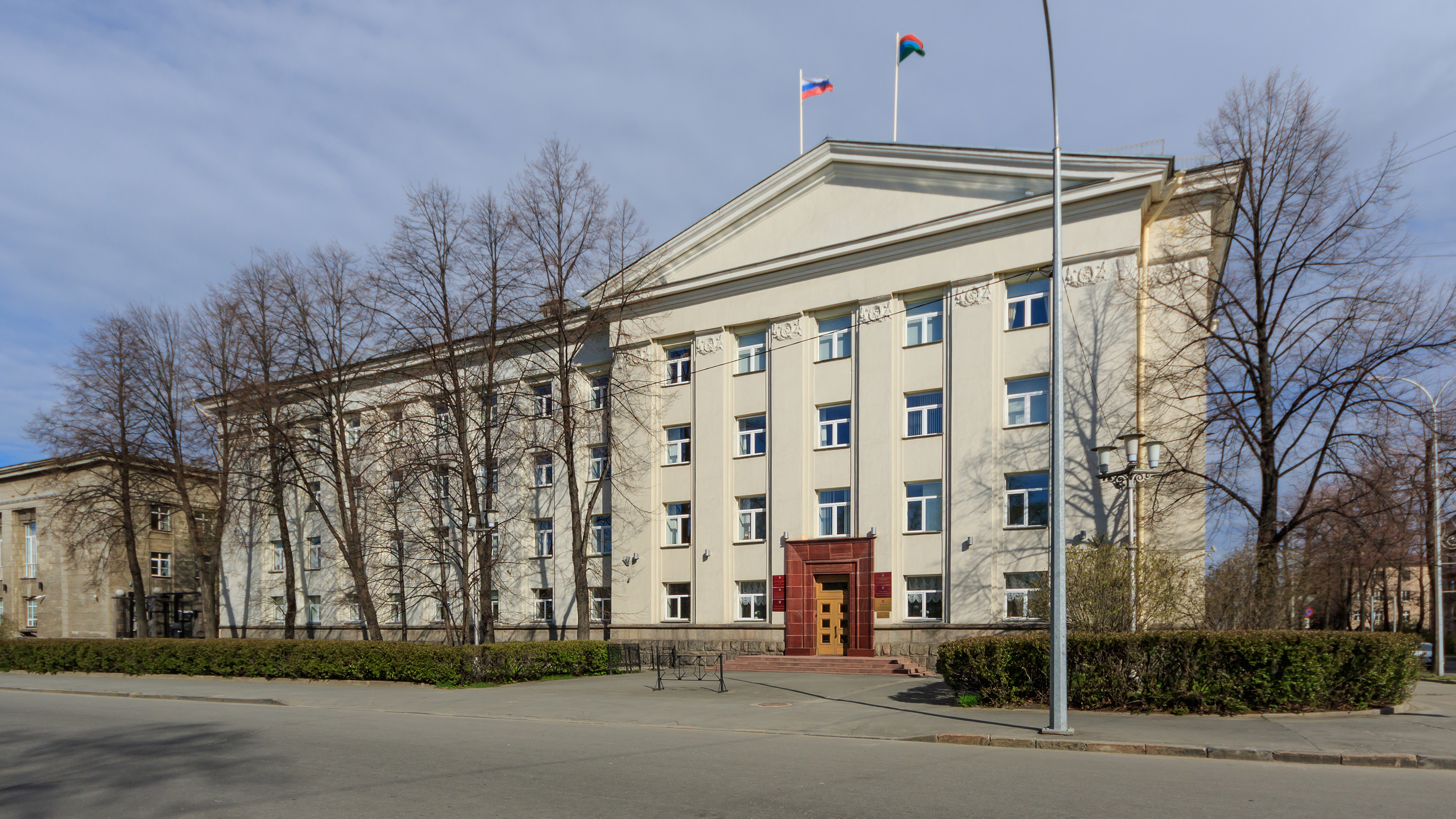
Assemblée législative de la République de Carélie. (ru)
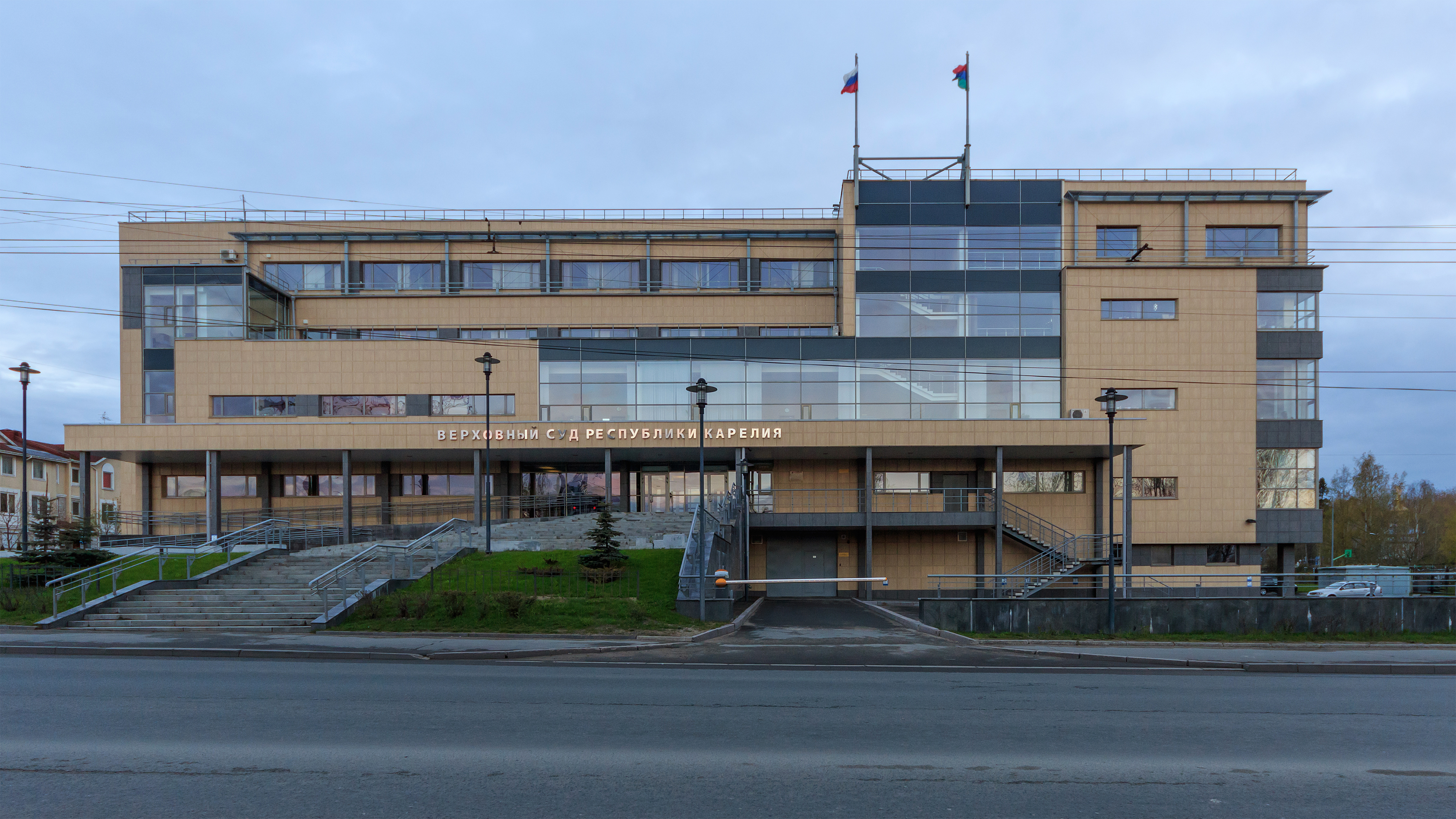
La Cour suprême de la République de Carélie. (ru)
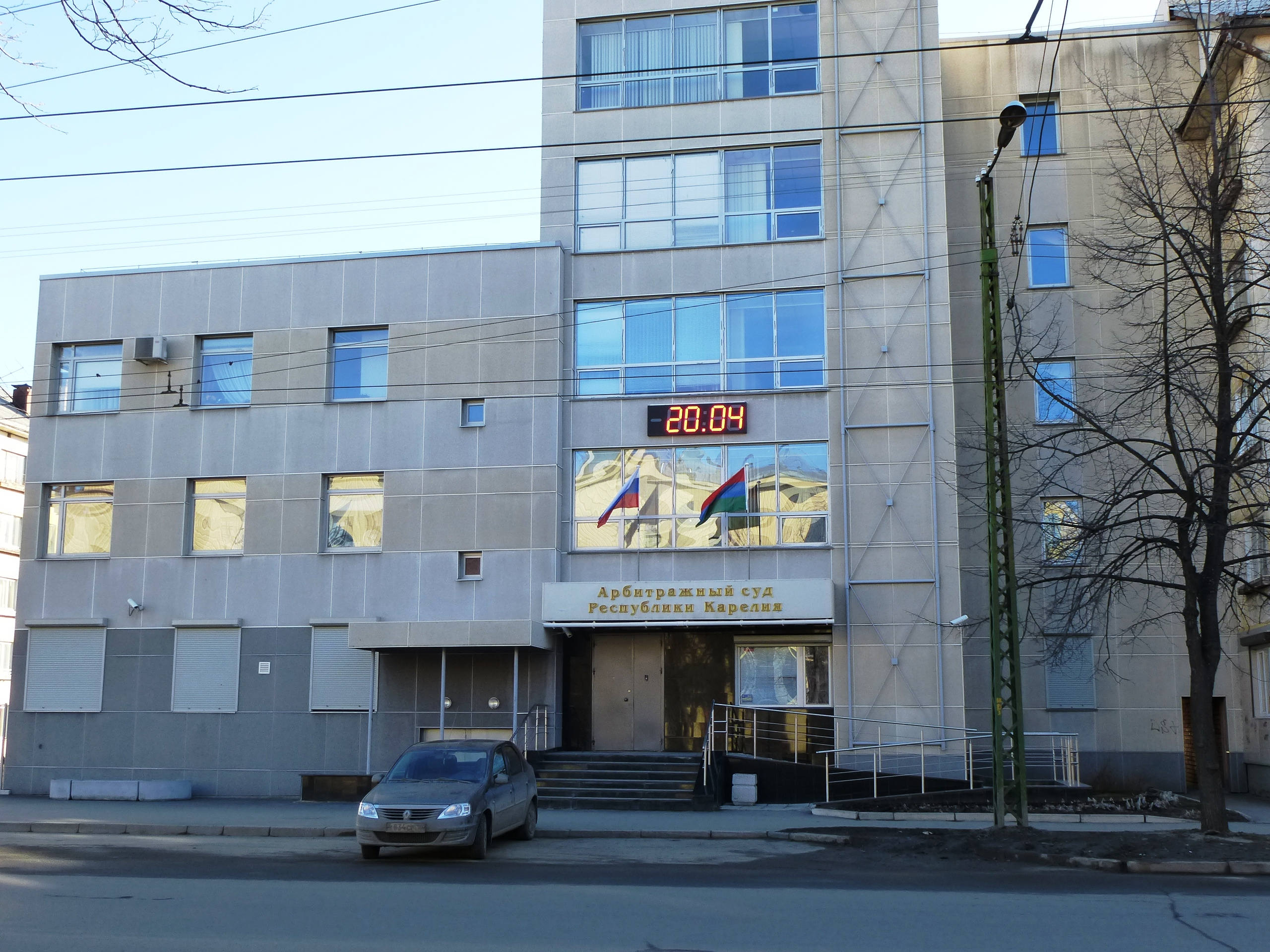
Cour d'arbitrage de la République de Carélie
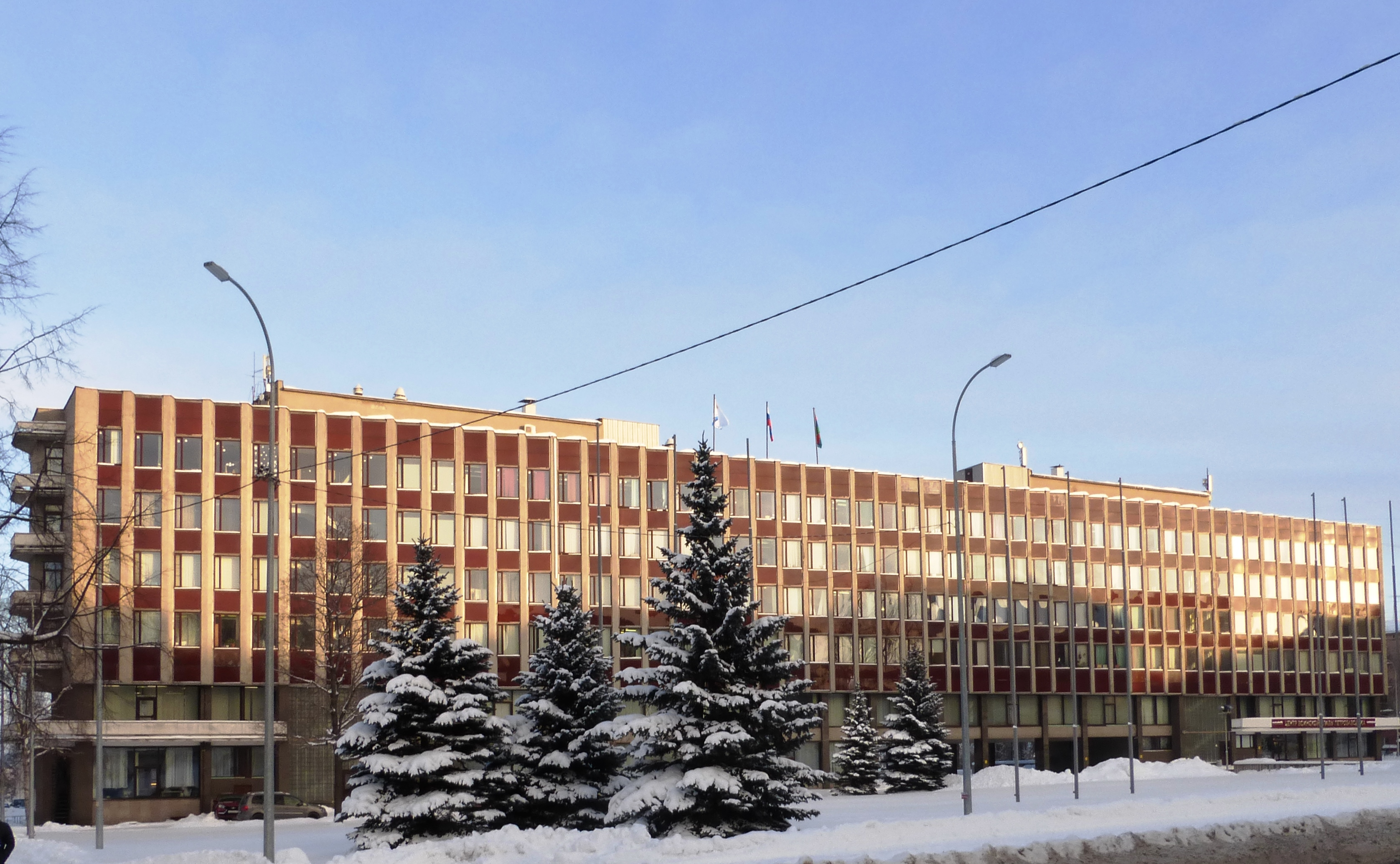
La mairie.

## Population et société

### Évolution démographique
L'évolution démographique selon les recensements (*) ou estimations de la population
| 1801  | 1840  | 1863   | 1897*  | 1914   | 1926*  | 1939*  |
| ----- | ----- | ------ | ------ | ------ | ------ | ------ |
| 4 700 | 5 100 | 11 400 | 12 522 | 16 400 | 26 344 | 69 723 |

| 1959*   | 1970*   | 1979*   | 1989*   | 2002*   | 2010*   | 2012    |
| ------- | ------- | ------- | ------- | ------- | ------- | ------- |
| 135 256 | 184 481 | 234 103 | 269 485 | 266 160 | 261 987 | 265 263 |

| 2013    | 2016    | 2019    | 2021    | 2023    | - | - |
| ------- | ------- | ------- | ------- | ------- | - | - |
| 268 946 | 277 111 | 280 170 | 280 711 | 235 793 | - | - |

### Répartition ethnique
| Nationalités | 1926       | 1926  | 1933       | 1933  | 2002       | 2002 | 2010       | 2010 |
| Nationalités | Population | %     | Population | %     | Population | %    | Population | %    |
| ------------ | ---------- | ----- | ---------- | ----- | ---------- | ---- | ---------- | ---- |
| Russes       | 23 112     | 85,27 | 39 858     | 83,91 | 218 182    | 81,8 | 215 549    | 86,7 |
| Caréliens    | 2 193      | 8,09  | 3 771      | 7,94  | 13 527     | 5,1  | 9 889      | 4,0  |
| Finnois      | 668        | 2,46  | 749        | 1,58  | 7 383      | 2,8  | 4 493      | 1,8  |
| autres       | 1 132      | 4,18  | 3 124      | 6,64  | 5 668      | 10,3 | 18 563     | 7,5  |
| Total        | 27 105     | 100   | 47 502     | 100   | 244 760    | 100  | 248 494    | 100  |

### Cultes
La cathédrale Saint-Alexandre-Nevski de Petrozavodsk est le siège de l'éparchie de Petrozavodsk de l'Église orthodoxe russe. La majorité des habitants sont de confession orthodoxe. Il existe aussi des communautés protestantes et une petite communauté catholique autour de l'église Notre-Dame-du-Perpétuel-Secours de Petrozavodsk.

## Transports

### Transport routier
Petrozavodsk est à 1 010 km de Moscou, 412 km de Saint-Pétersbourg et à 350 km de la Finlande par la Route bleue. La ville est traversée par la route fédérale  "Kola" ( ).
De plus, Petrozavodsk est le début d'un certain nombre de routes : l'autoroute régionale  Petrozavodsk - Suoĵärvi et l'autoroute fédérale A125 Lodeynoye Pole - Vytegra - Prokshino - Plesetsk - Brin-Navolok, dont l'accès est à Petrozavodsk.

### Transport ferroviaire
La gare de Petrozavodsk est un carrefour de lignes de chemin de fer reliées aux grandes villes comme: Saint-Pétersbourg, Mourmansk, Kostomoukcha.
Ainsi la gare est sur la voie ferrée de Mourmansk.

### Transport aérien
L'aéroport de Petrozavodsk est situé à 12 km au nord-ouest de la ville. En 10 ans, l'aéroport a changé de propriétaires trois fois et a été deux fois en faillite. Aujourd'hui, l'aéroport est détenu par l'État. En 2020, l'aéroport sera reconstruit.

### Transports lacustres
En été, des services réguliers relient le port de Petrozavodsk par exemple à l'île de Kiji.

### Galerie

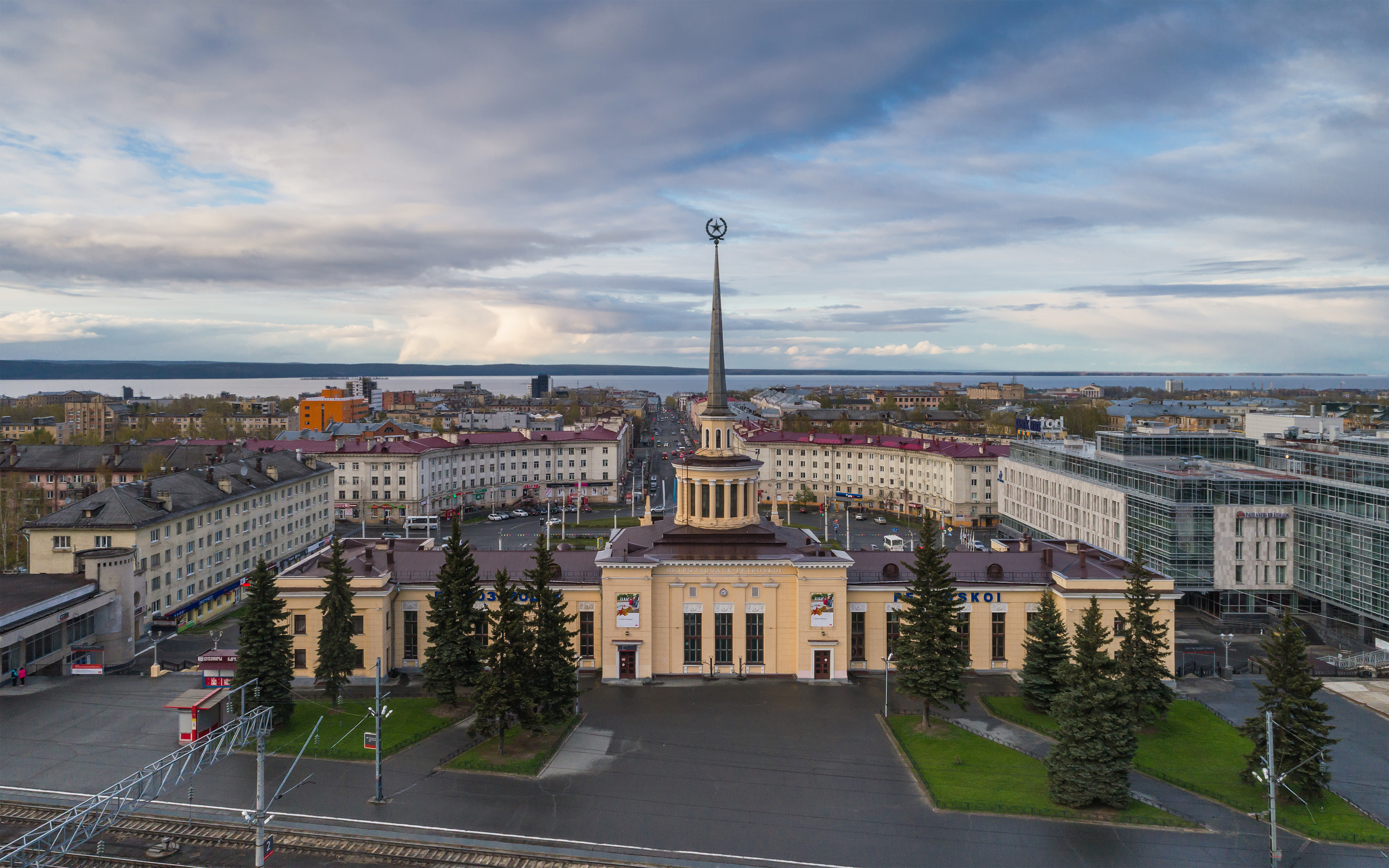
Gare de Petrozavodsk.
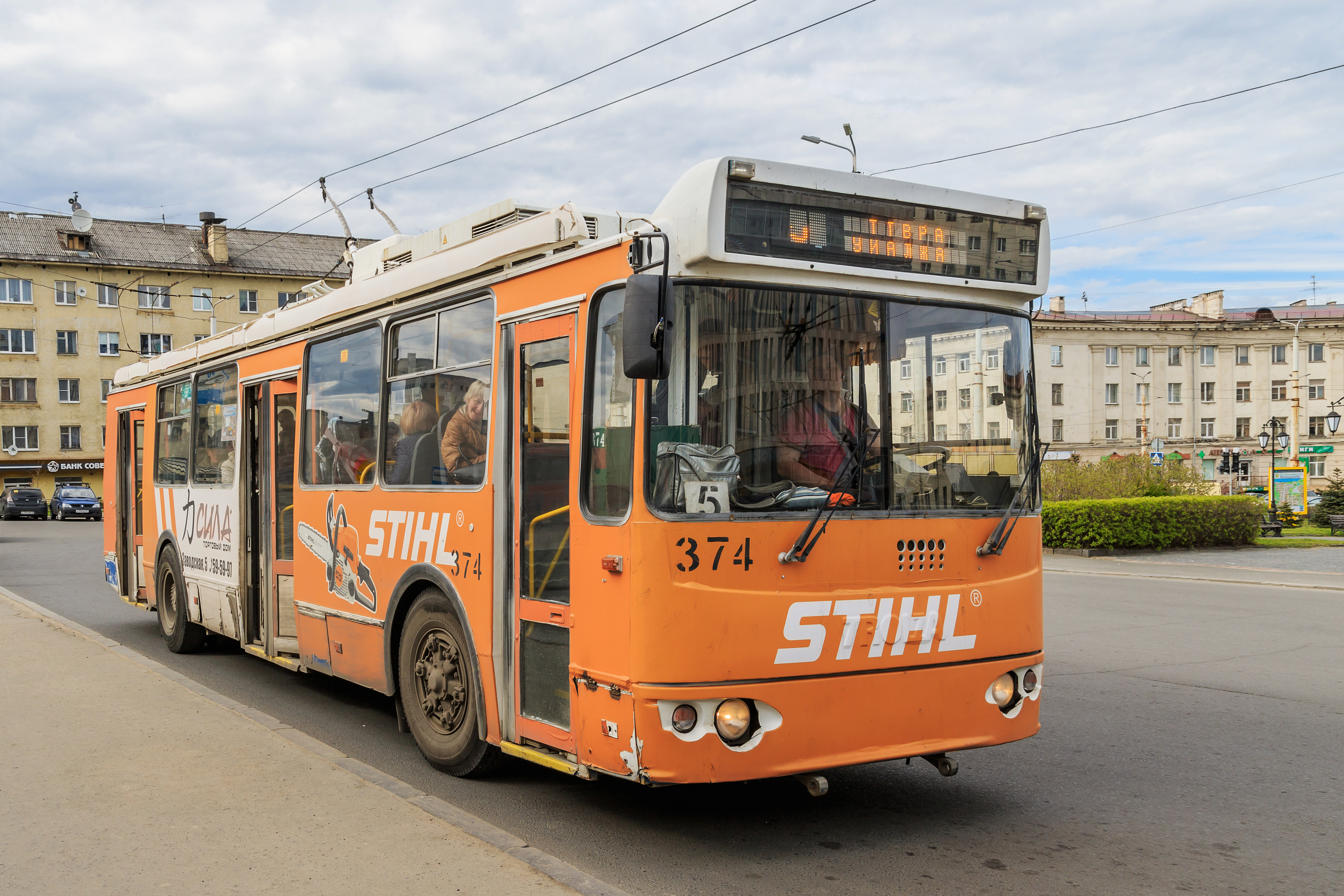
Trolleybus à Petrozavodsk.
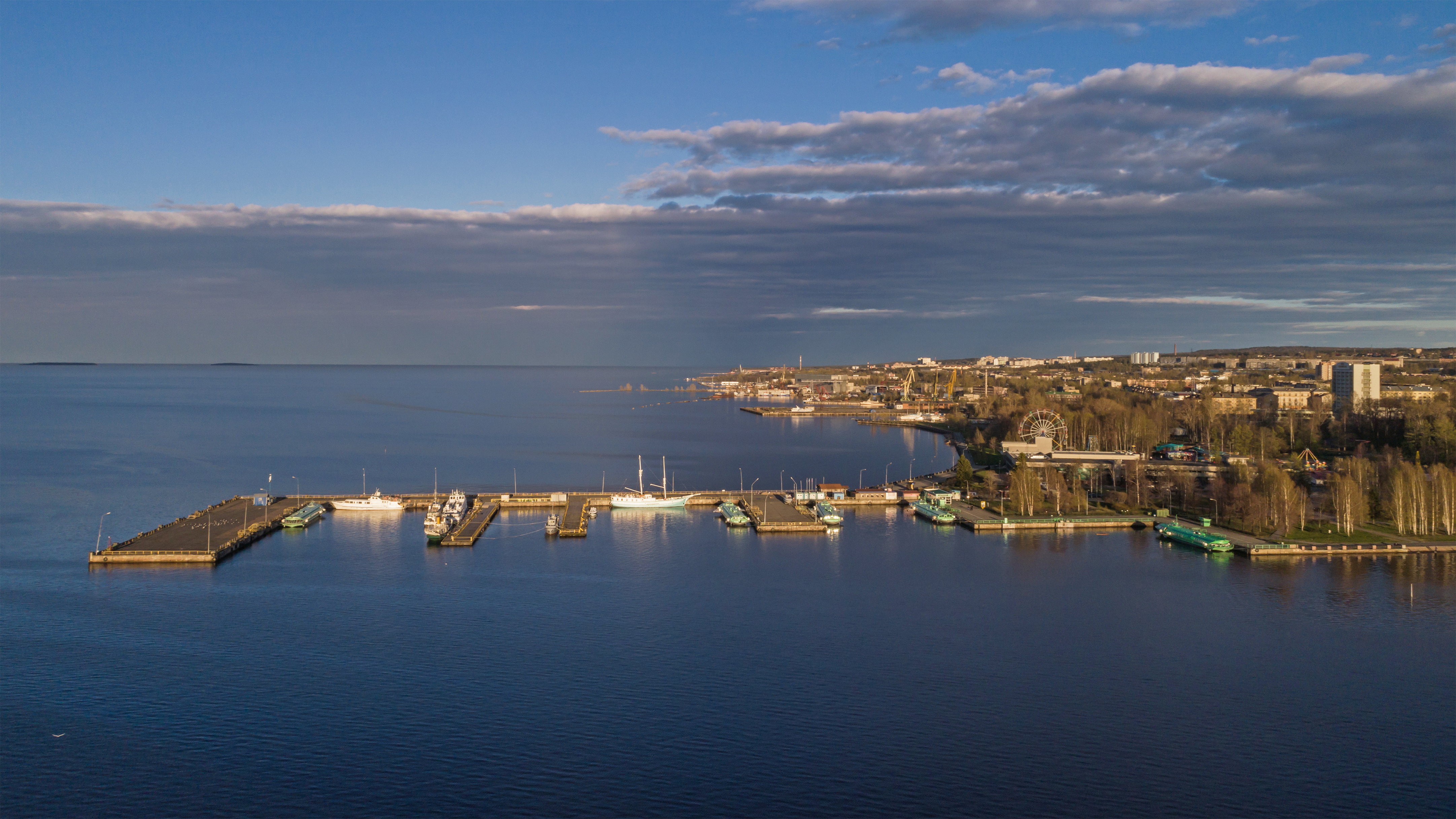
Port de Petrozavodsk.

## Culture

### Enseignement supérieur
Petrozavodsk est un des centres universitaires les plus importants du nord-ouest de la Russie. Fondée en 1940, l'Université d'État de Petrozavodsk est la plus grande de la ville avec environ 15 000 étudiants.
Le conservatoire Glazounov de Petrozavodsk est la filiale pour la Carélie du Conservatoire Rimski-Korsakov de Saint-Pétersbourg,,.
Petrozavodsk héberge aussi un centre de recherche de l'Académie des sciences de Russie composé de sept départements,.

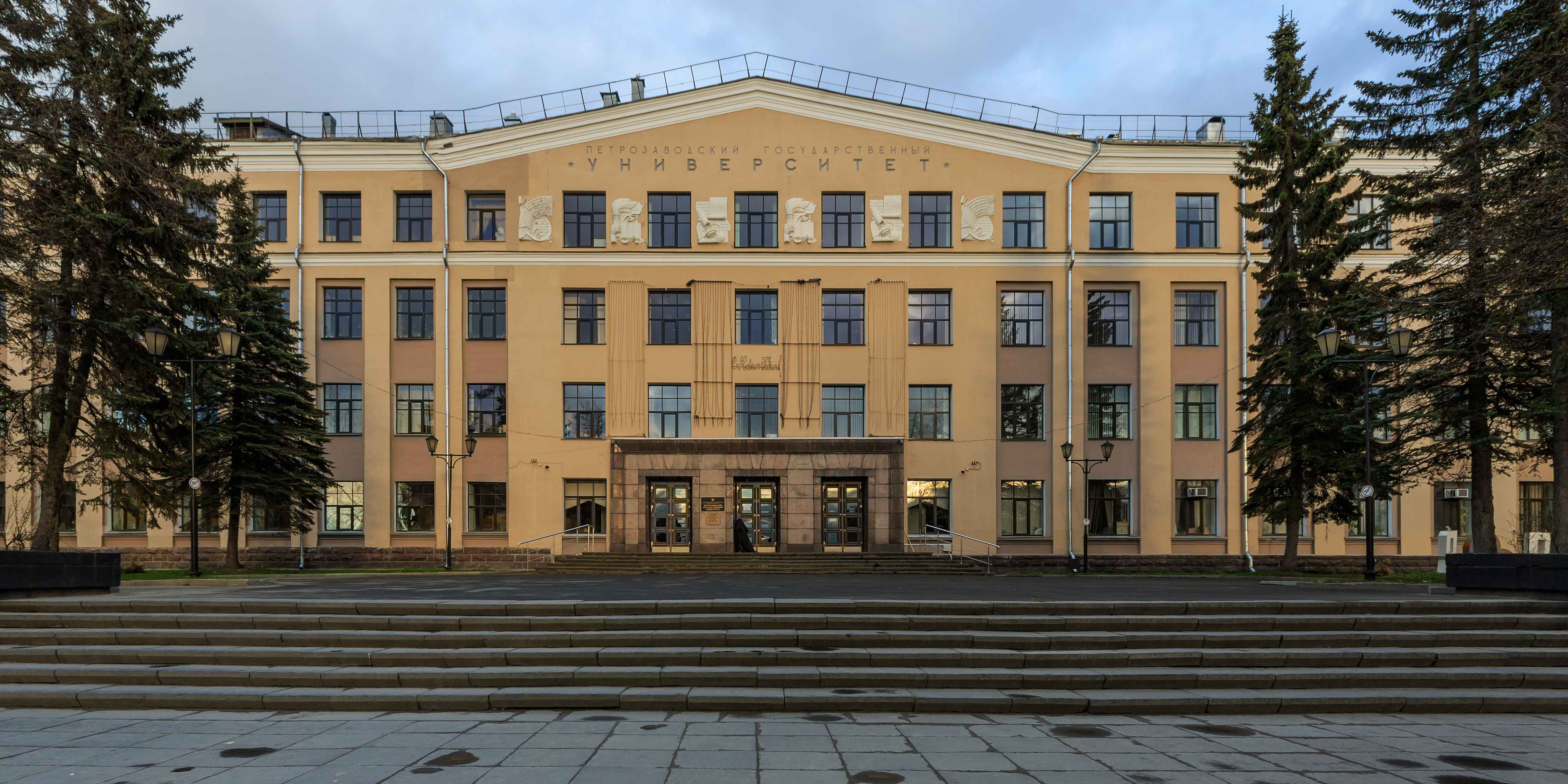
Bâtiment principal de l'Université d'État de Petrozavodsk.
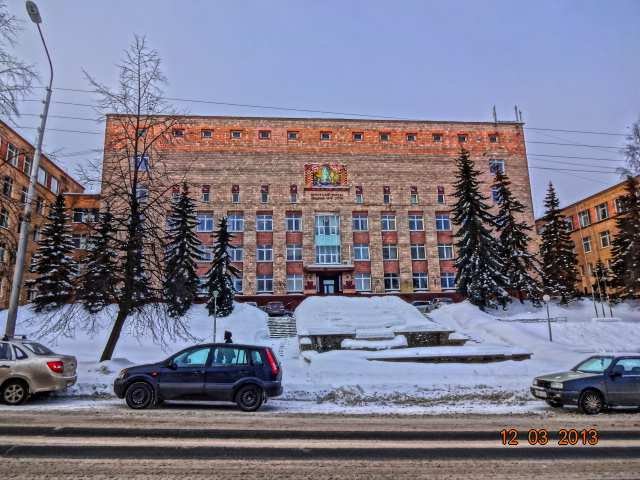
Centre Carélien de l'Académie des sciences de Russie.
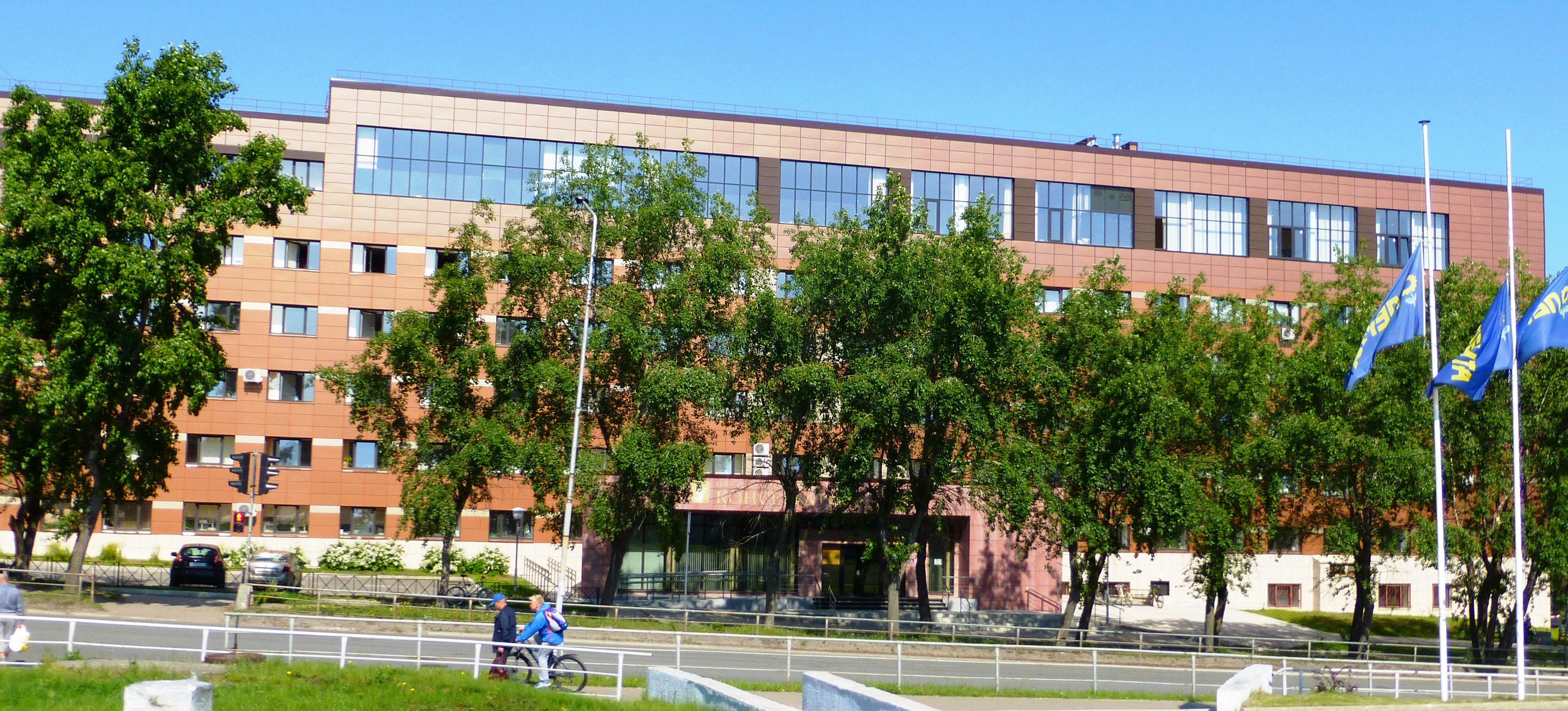
Centre du Conservatoire Rimski-Korsakov de Saint-Pétersbourg.

### Musées
La ville gère trois musées nationaux :
- Pogost de Kiji ;
- Musée des Beaux-Arts de la République de Carélie ;
- Musée national de la République de Carélie (ru).

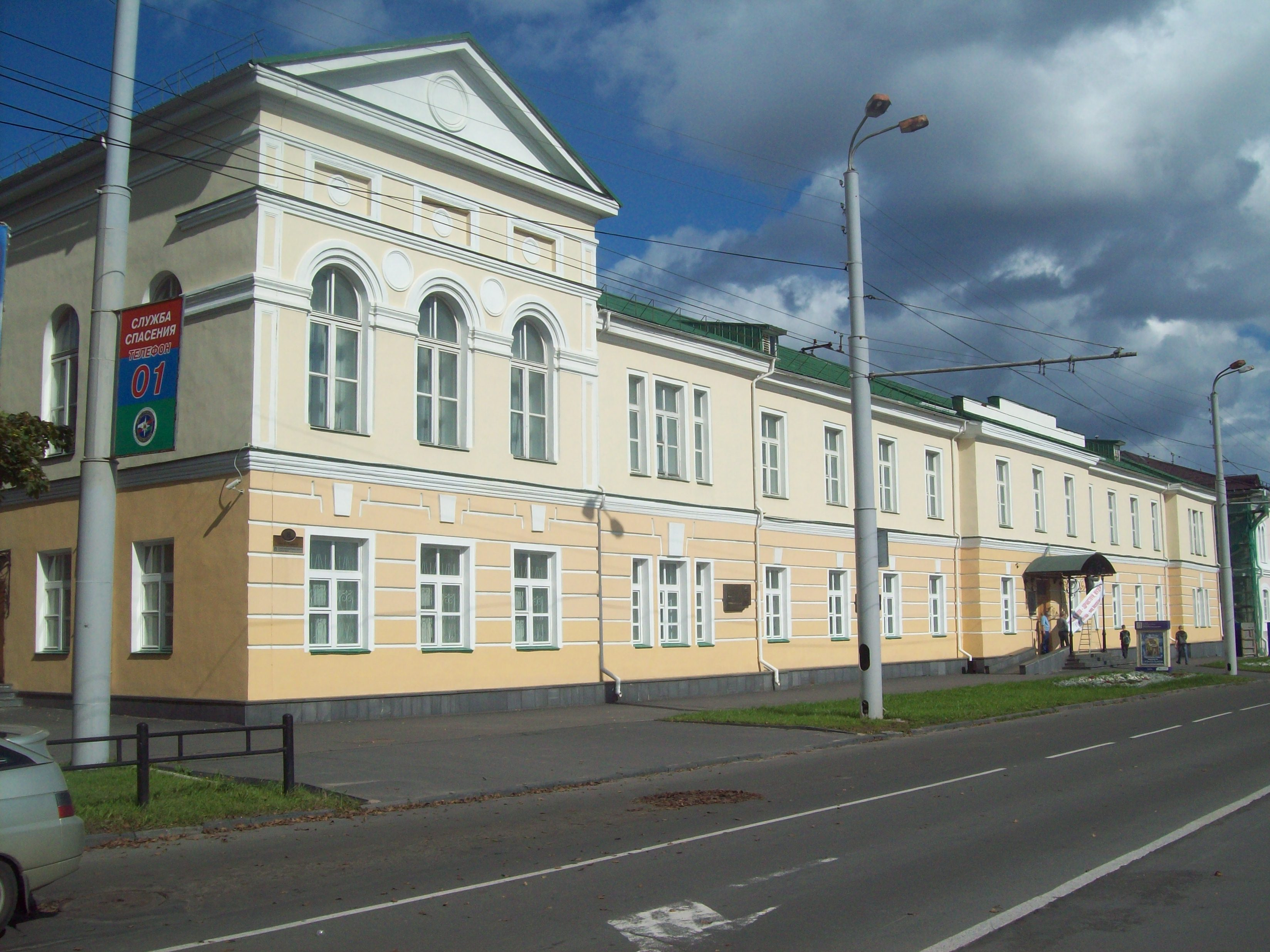
Musée des Beaux-Arts de la République de Carélie.
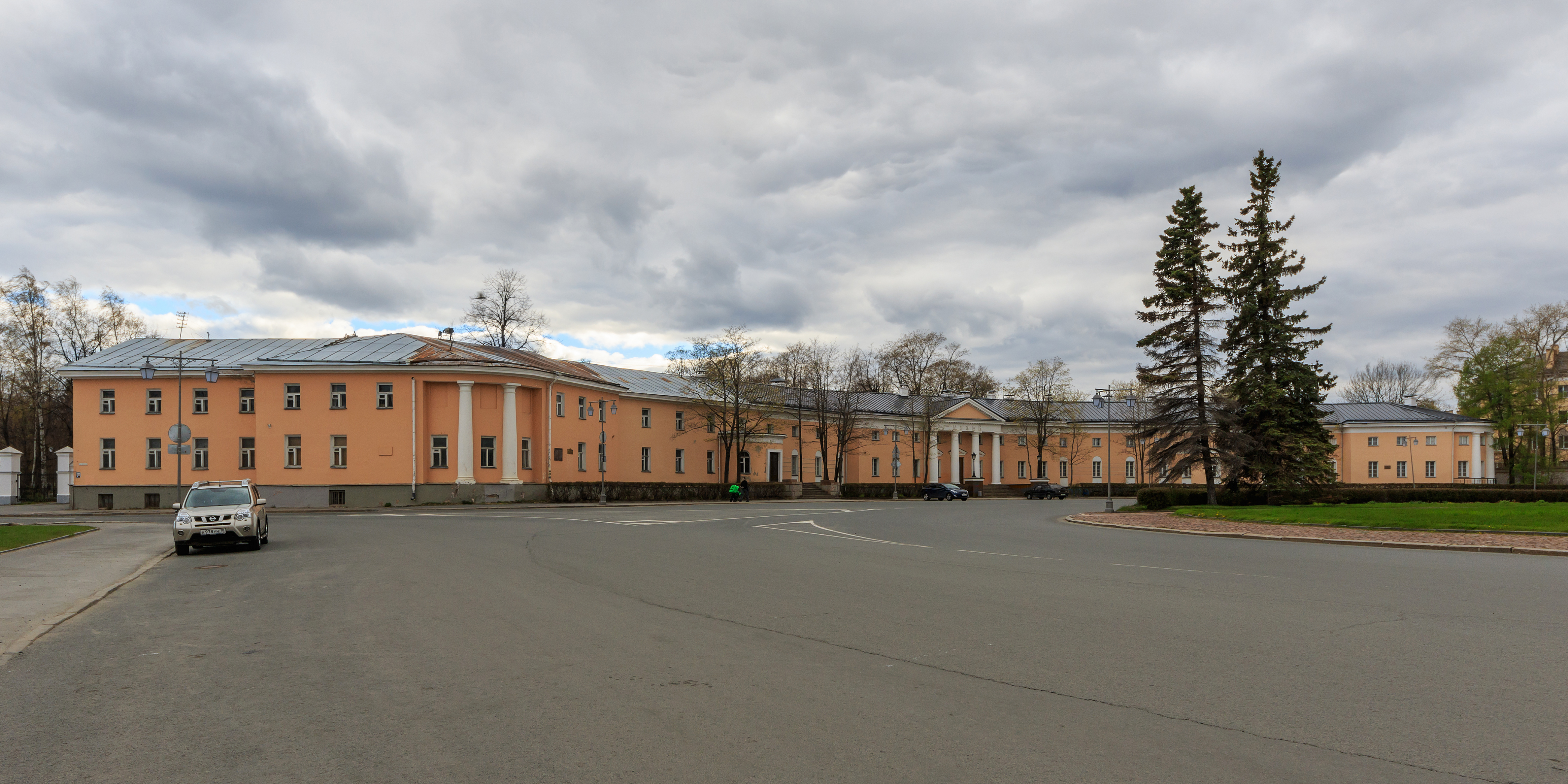
Musée national de la République de Carélie (ru).
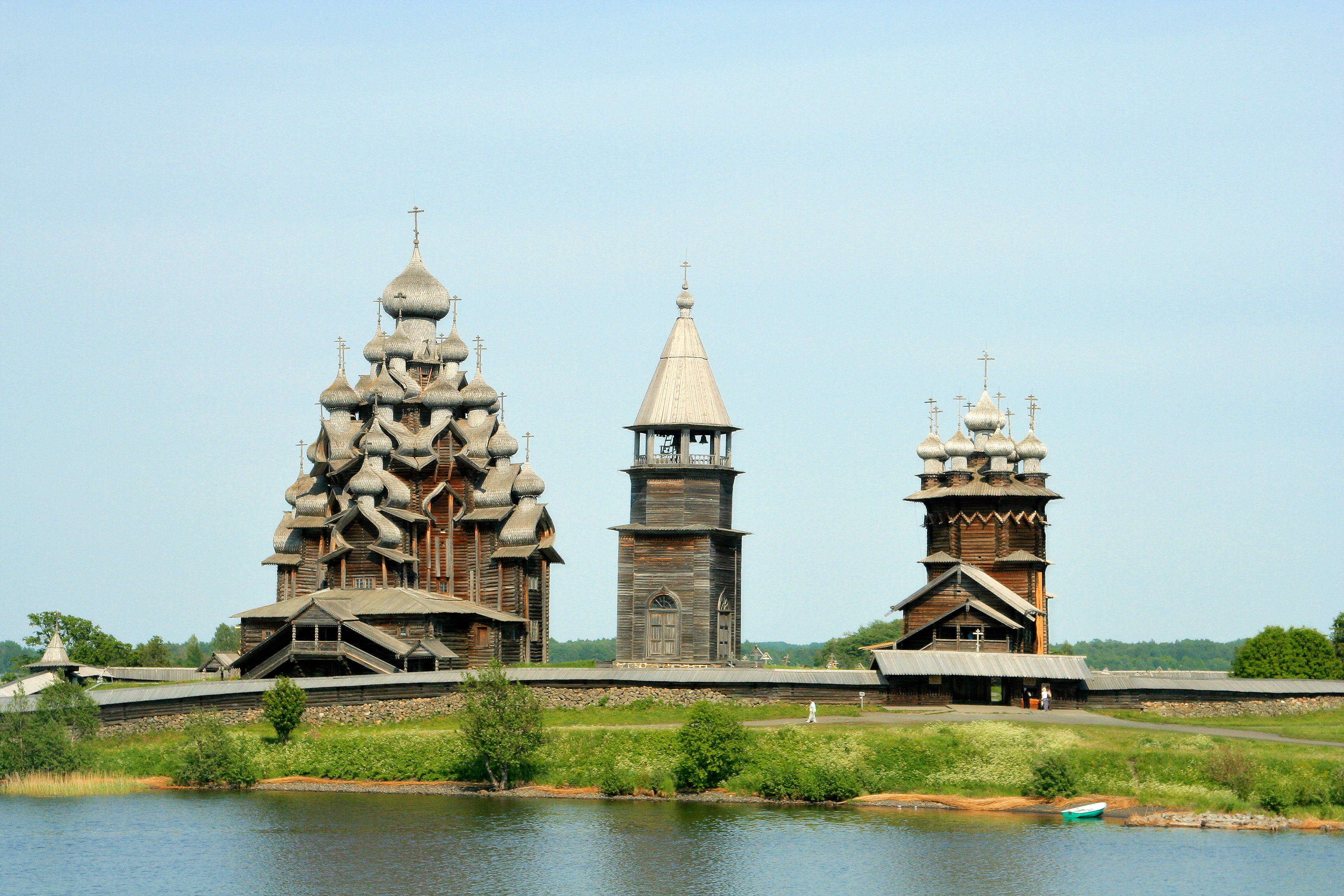
Pogost de Kiji.

### Théâtres
Petrozavodsk a cinq théâtres professionnels :
- Théâtre national de la République de Carélie ;
- Théâtre de marionnettes de Petrozavodsk ;
- Théâtre dramatique de la République de Carélie (ru) ;
- Théâtre musical de la République de Carélie (ru) ;
- Théâtre dramatique russe de la République de Carélie (ru).

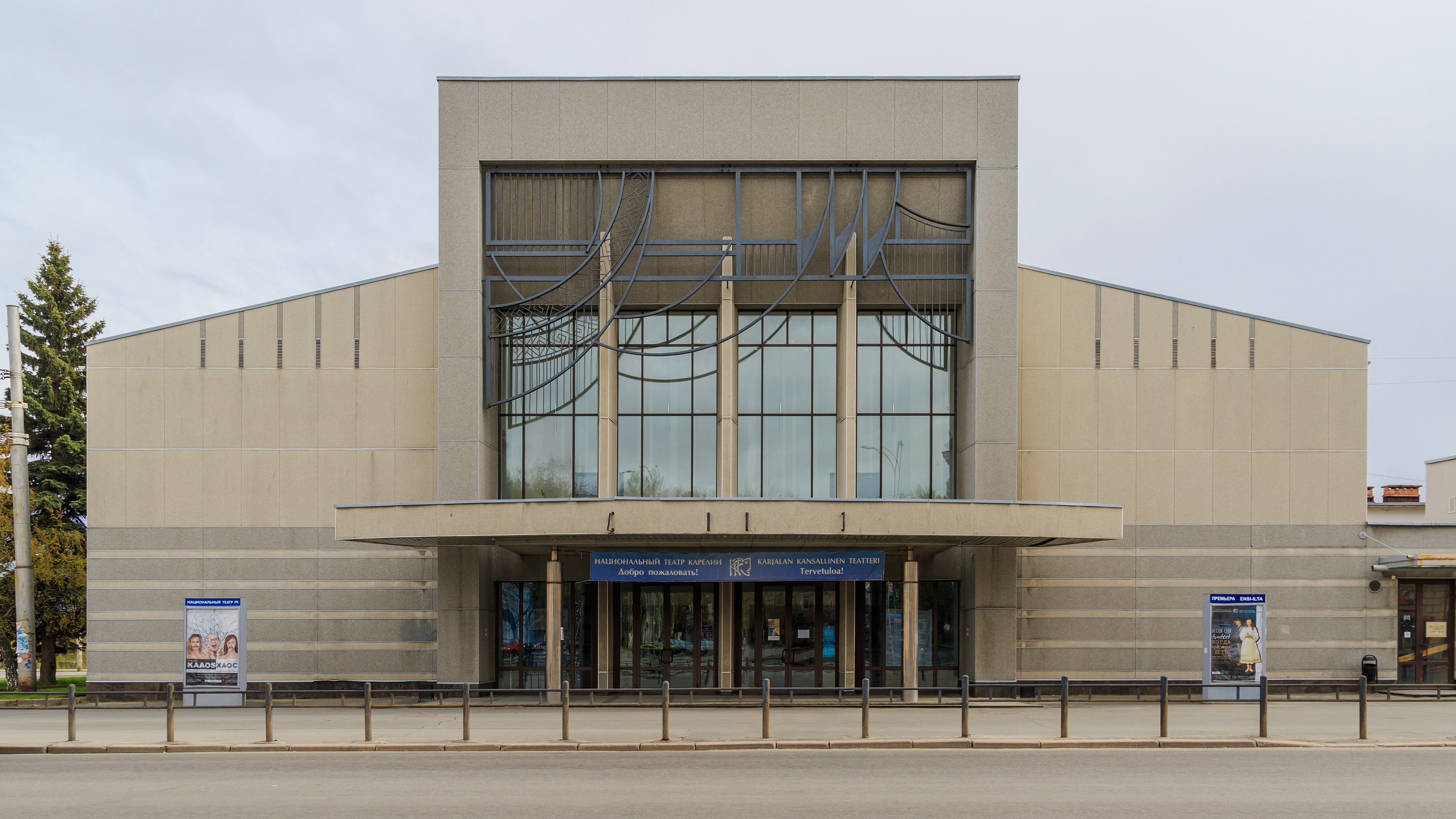
Le théâtre national de la République de Carélie.
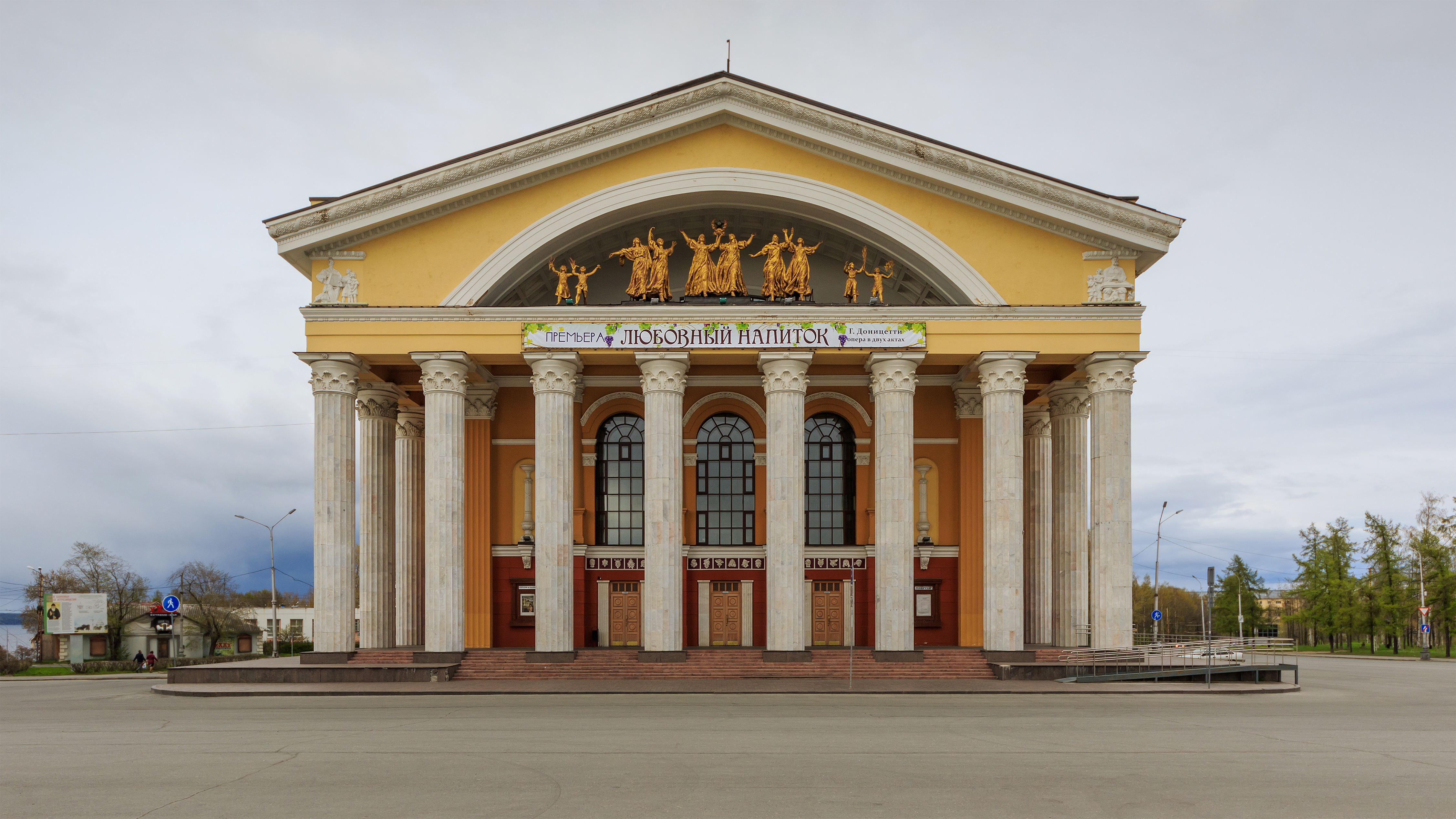
Théâtre russe.
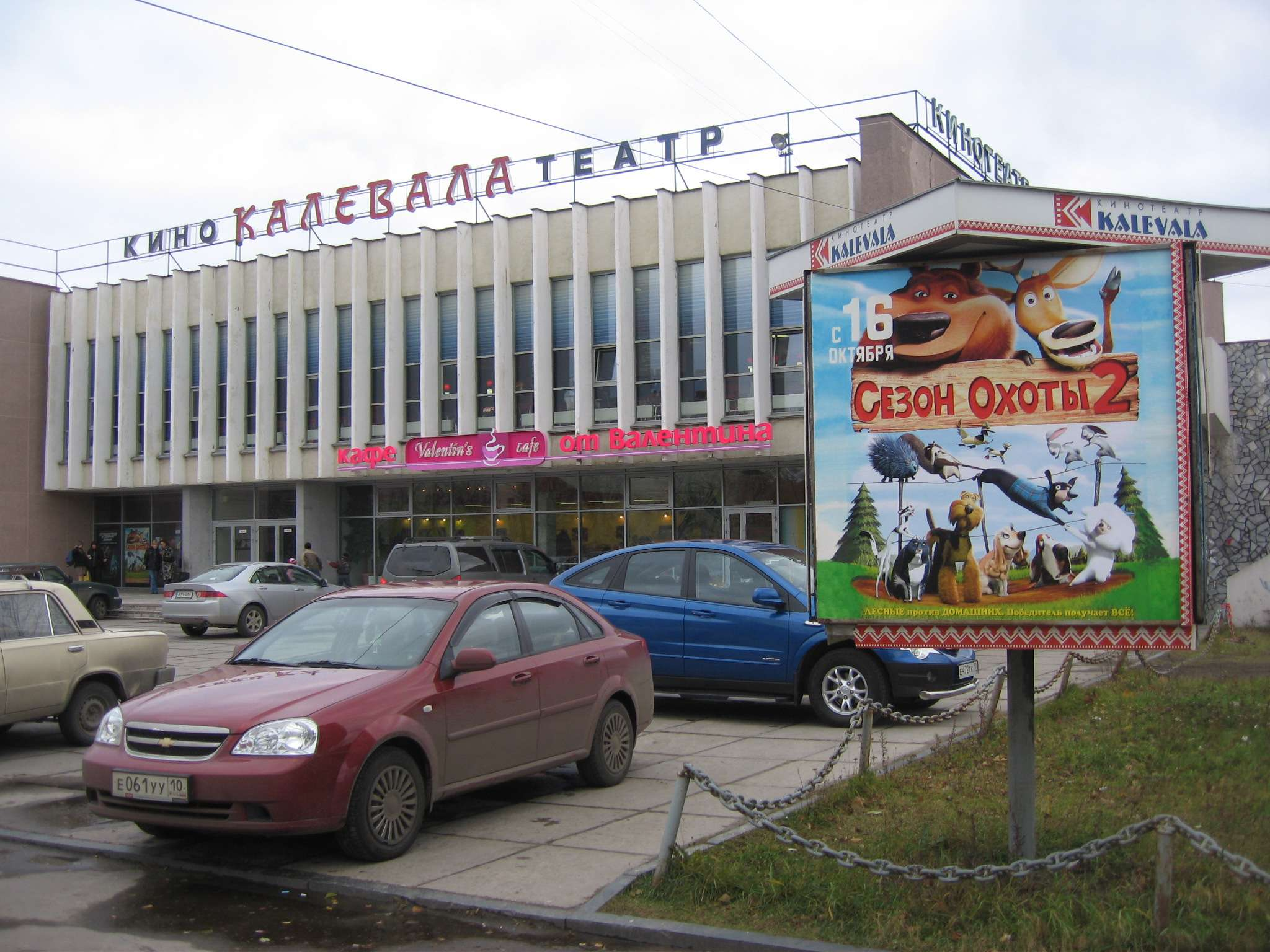
Cinéma Kalevala.

## Jumelages
| Ville | Ville            | Pays | Pays        | Période                 |
| ----- | ---------------- | ---- | ----------- | ----------------------- |
|       | Alytus,          |      | Lituanie    | depuis novembre 2007    |
|       | Brest,           |      | Biélorussie | depuis le 10 avril 2002 |
|       | Duluth,          |      | États-Unis  | depuis 1987             |
|       | Etchmiadzin,     |      | Arménie     | depuis le 17 mai 2004   |
|       | Joensuu,         |      | Finlande    | depuis 1994             |
|       | La Rochelle,     |      | France      | depuis 1973             |
|       | Mo i Rana,       |      | Norvège     | depuis 1992             |
|       | Mykolaïv,        |      | Ukraine     | depuis 2002             |
|       | Narva,           |      | Estonie     | depuis octobre 2011     |
|       | Neubrandenbourg, |      | Allemagne   | depuis 1983             |
|       | Sourgout         |      | Russie      |                         |
|       | Tübingen,        |      | Allemagne   | depuis octobre 1989     |
|       | Umeå,            |      | Suède       | depuis 1976             |
|       | Varkaus,         |      | Finlande    | depuis 1975             |

Le 12 mai 2025, en raison de l'invasion de l'Ukraine par la Russie, la Conseil municipal de La Rochelle a voté en majorité pour la suspension de son jumelage avec la ville de Petrozavodsk.

## Personnalités
Le poète Nikolaï Kliouïev (1884-1937) y a étudié.

### Personnalités nées à Petrozavodsk
- Tamara Manina (née en 1934), gymnaste
- Alexis Markouchevitch (de) (1908-1979), mathématicien
- Sergueï Katanandov (né en 1955), homme politique, président de la république de Carélie
- Youri Alexeyevitch Dmitriev (né en 1955), historien
- Oksana Pouchkina (née en 1963), journaliste et femme politique
- Vladimir Dratchev (né en 1966), biathlète
- Aleksandr Balandin (né en 1989), gymnaste
- Irina Sidorkova (née en 2003), pilote automobile

## Galerie

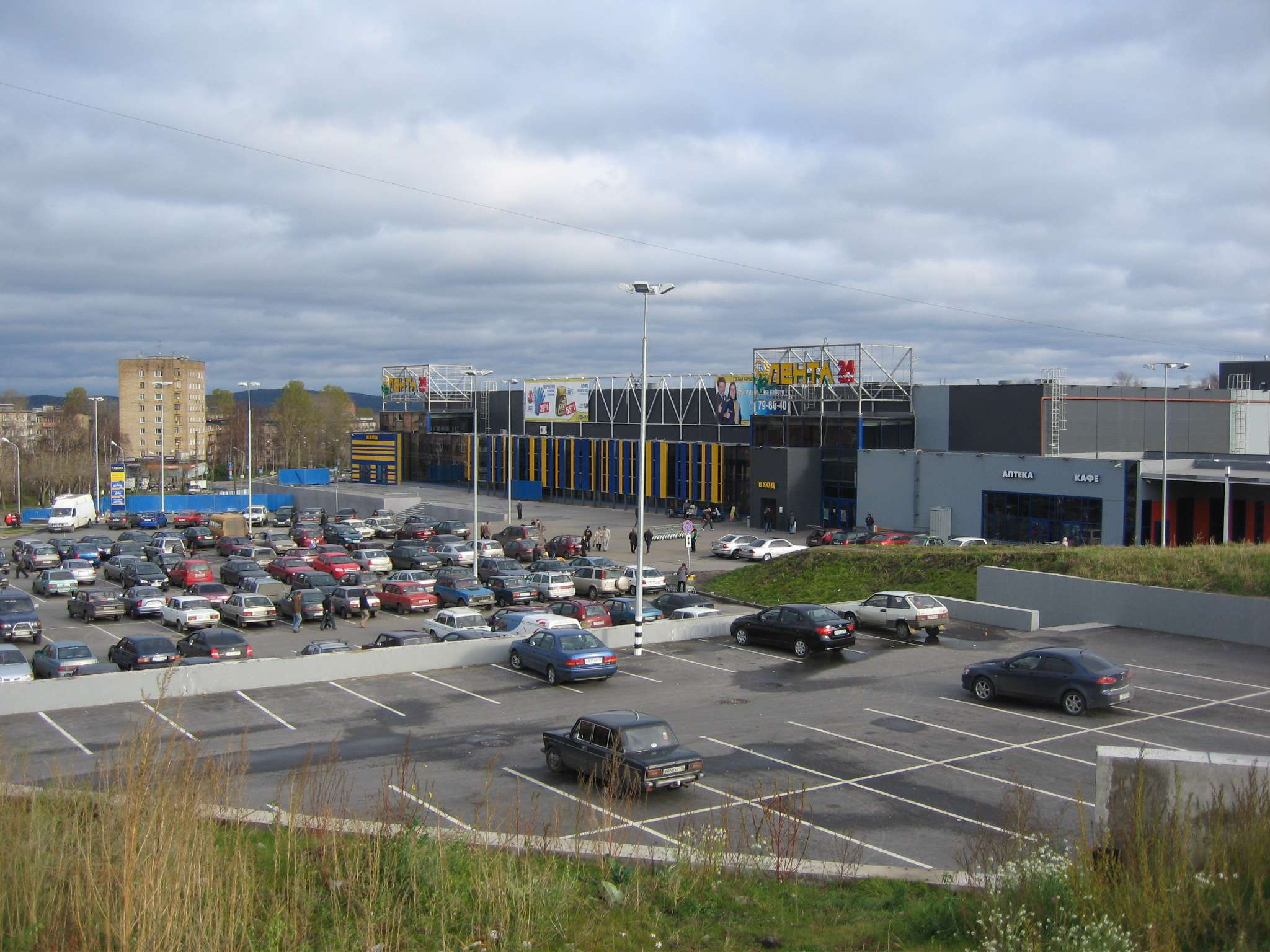
Hypermarché Lenta.
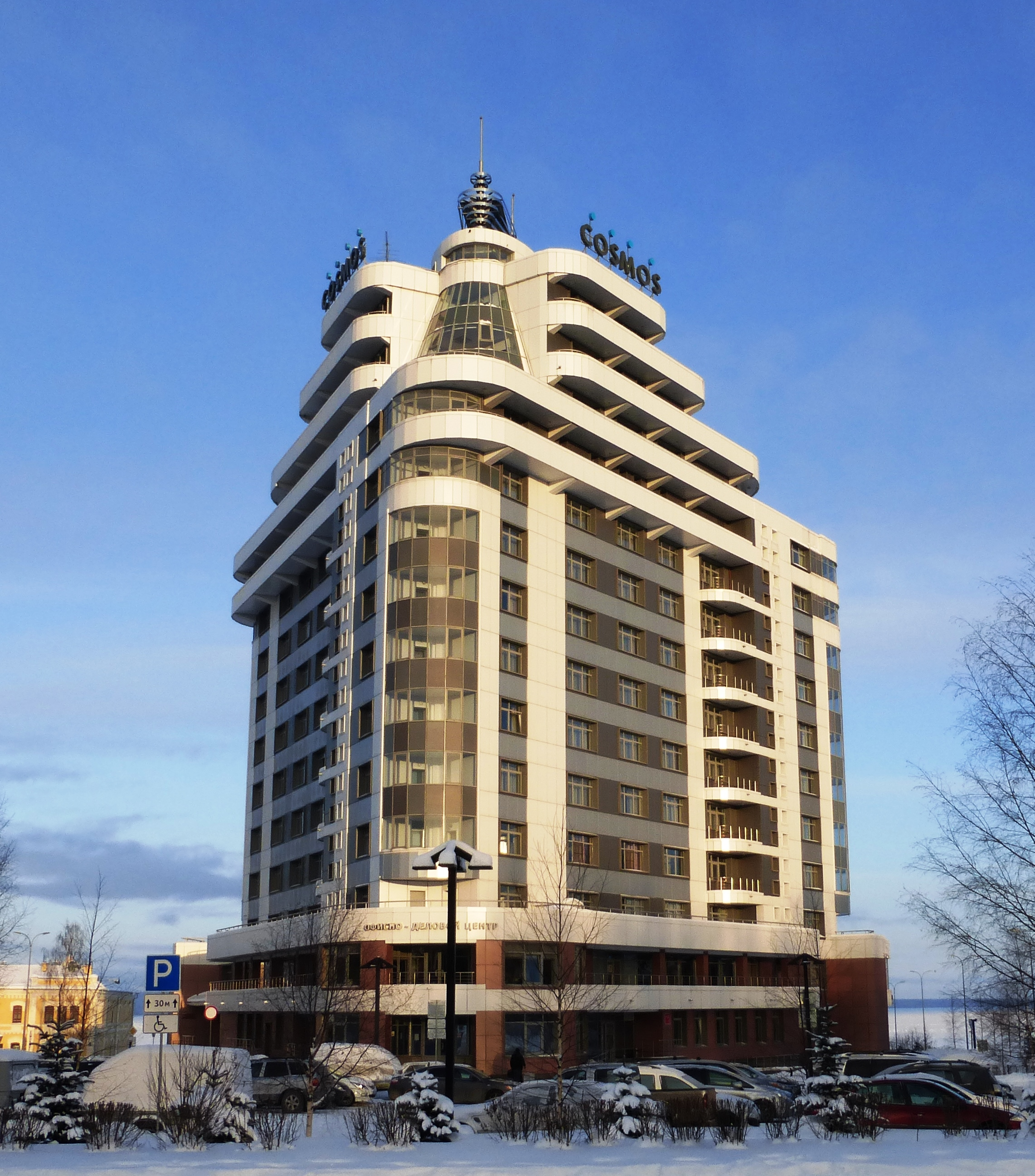
L'hôtel « Cosmos ».
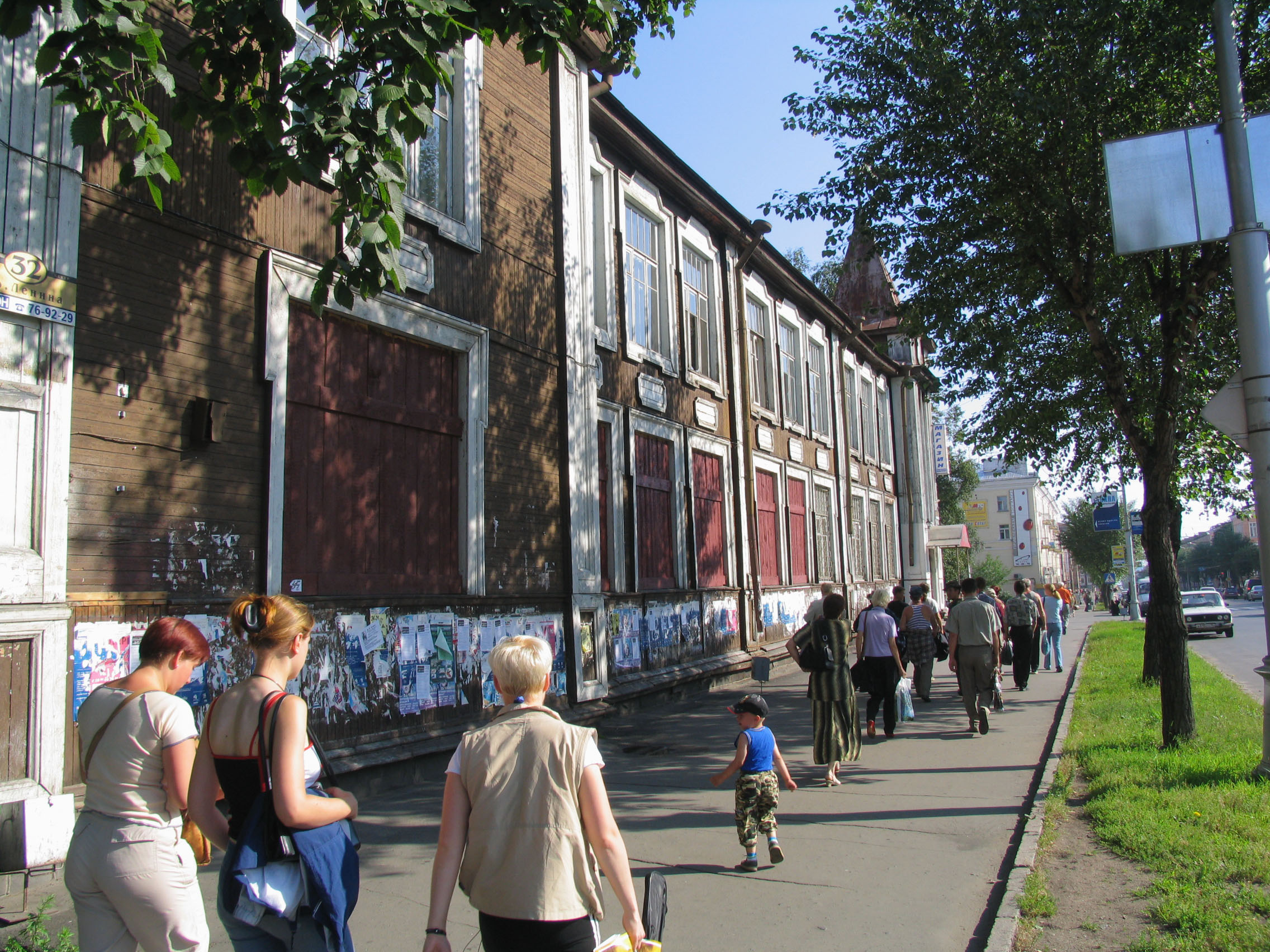
Une rue de Petrozavodsk.
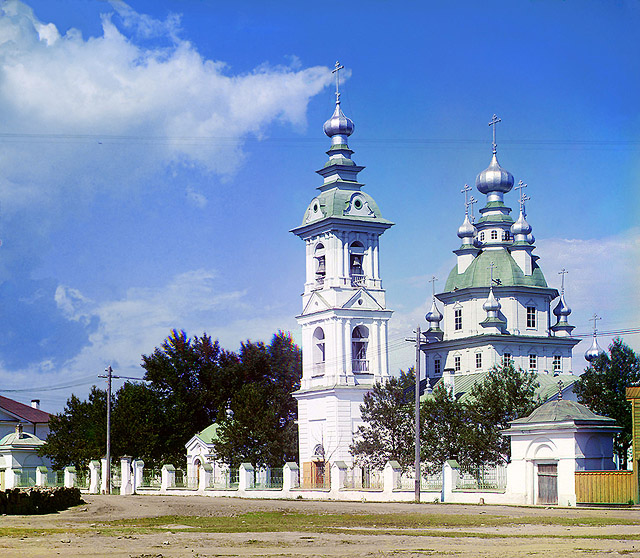
La cathédrale de la Résurrection.
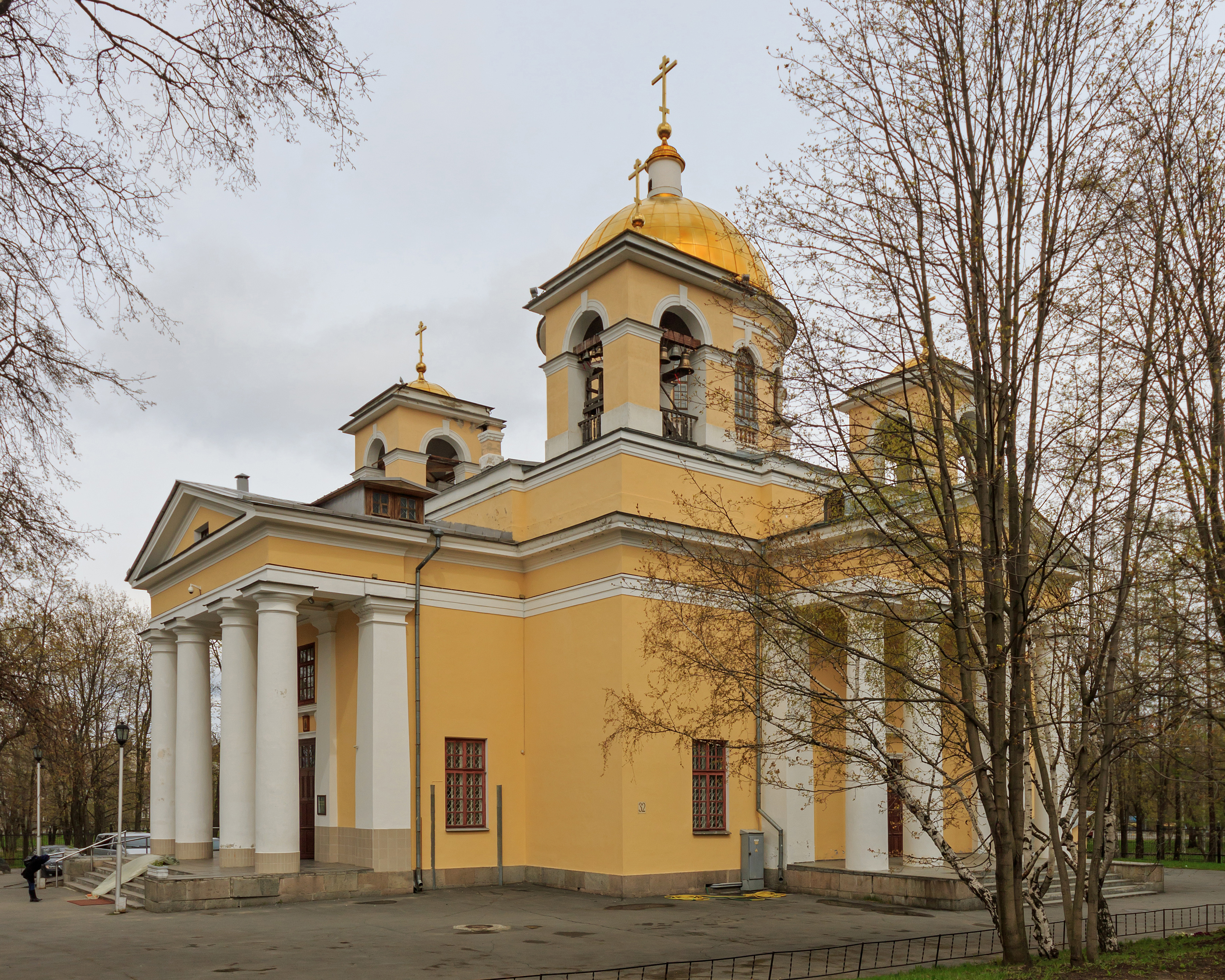
La cathédrale Saint-Alexandre-Nevski.

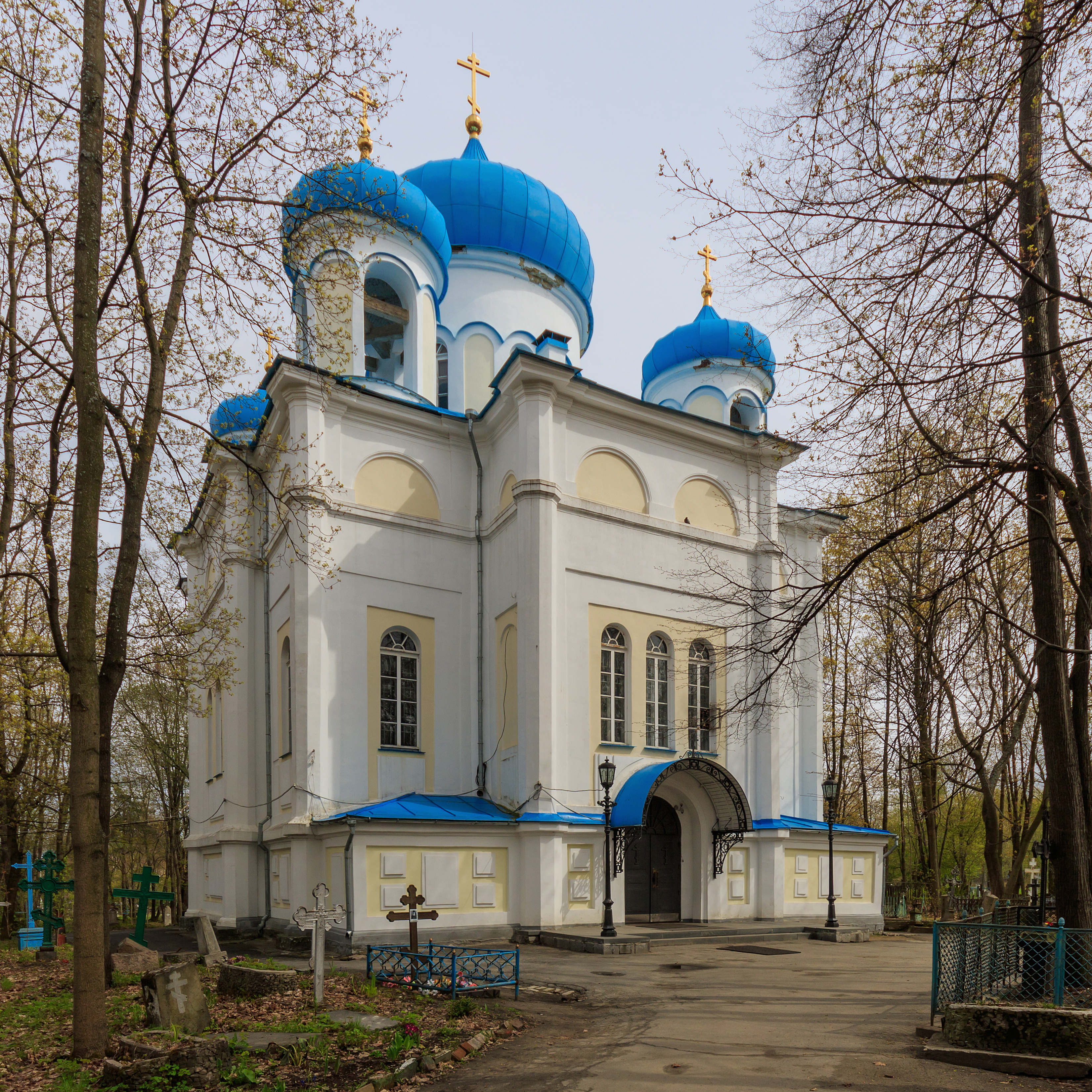
Église de l'Élévation-de-la-Sainte-Croix.
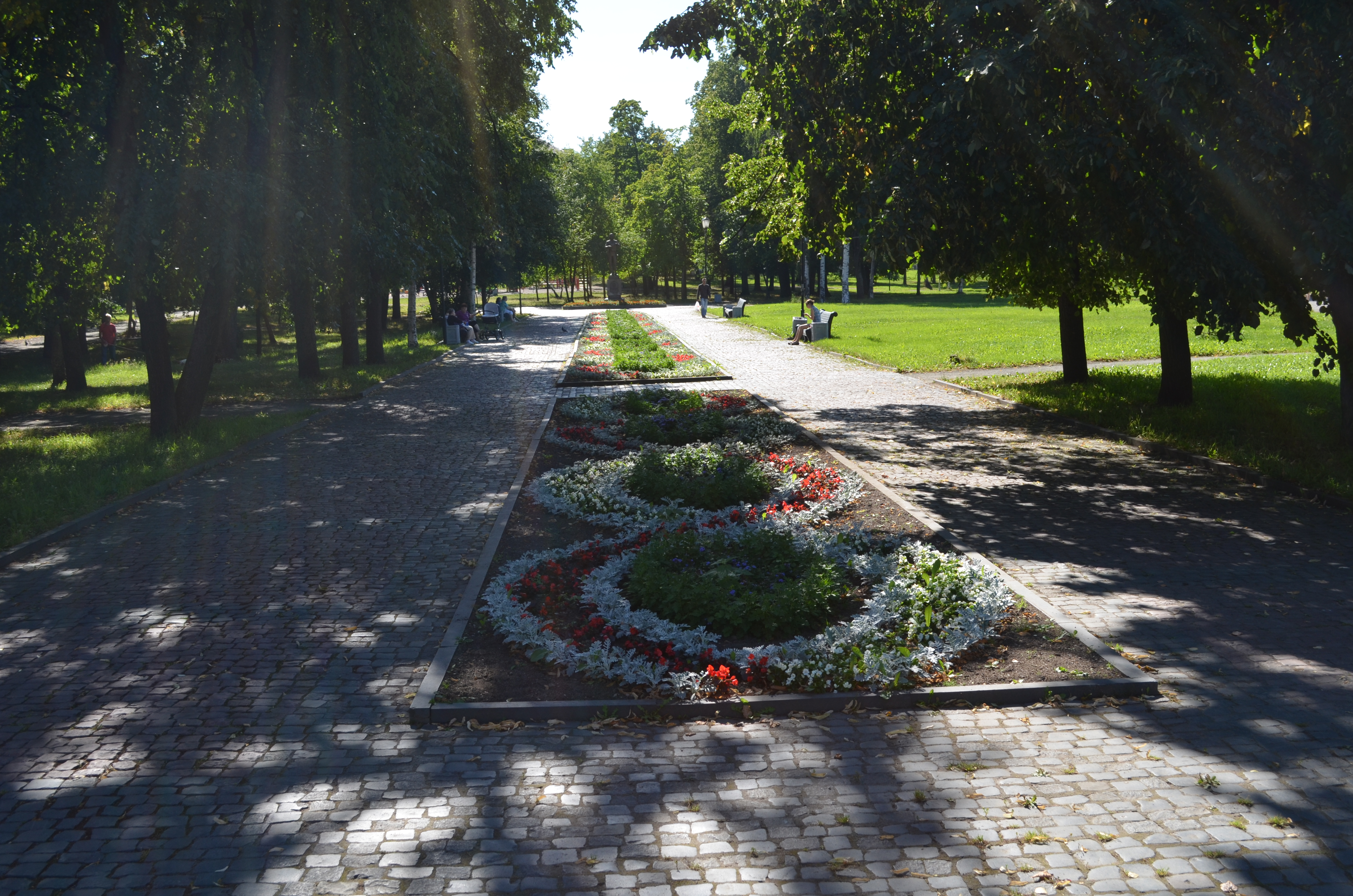
Le jardin du Gouverneur.
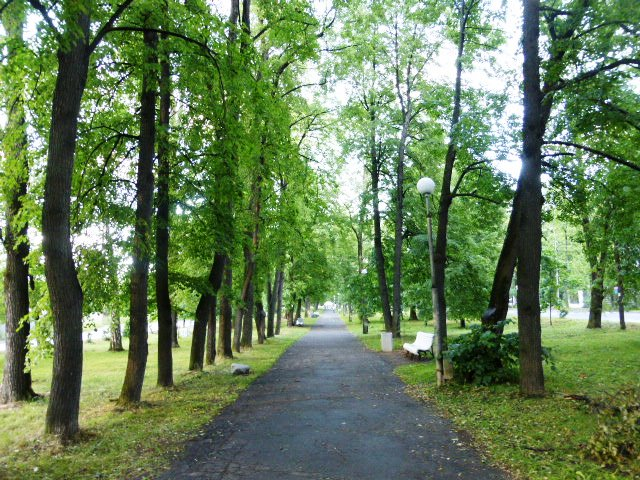
Le boulevard Levachovski.
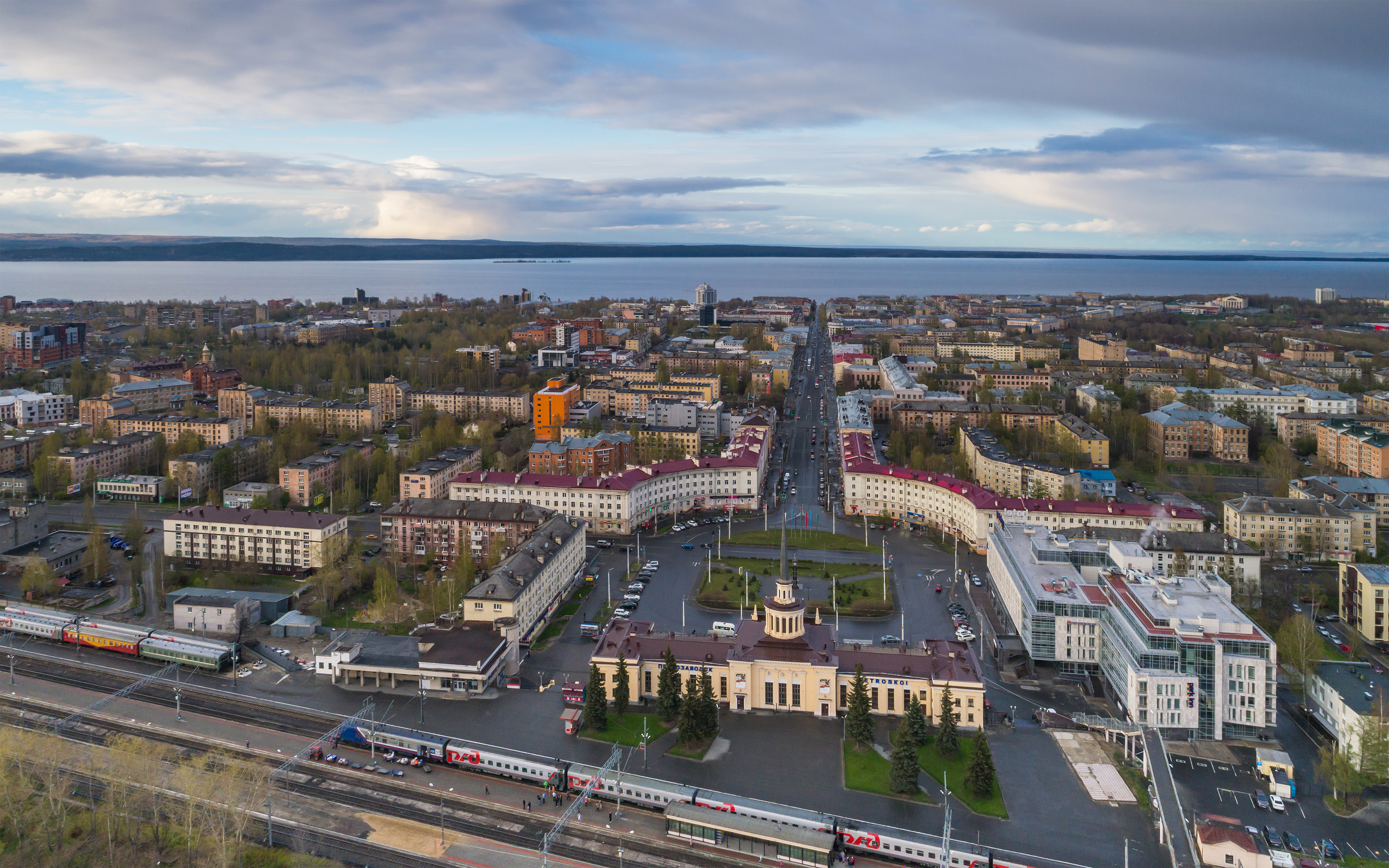
Vue générale. Au premier plan la gare, sur la droite de l'axe principal, l'université. Juin 2017.

## Données climatiques
| Mois                                        | jan.       | fév.       | mars      | avril      | mai       | juin      | jui.      | août      | sep.      | oct.       | nov.       | déc.       | année      |
| ------------------------------------------- | ---------- | ---------- | --------- | ---------- | --------- | --------- | --------- | --------- | --------- | ---------- | ---------- | ---------- | ---------- |
| Température minimale moyenne (°C)           | −11,4      | −11,4      | −6,9      | −1,3       | 4,1       | 9,4       | 12,7      | 11,1      | 6,8       | 1,5        | −4,1       | −8,1       | 0,2        |
| Température moyenne (°C)                    | −8,4       | −8,2       | −3,5      | 2,5        | 8,9       | 14,1      | 17,1      | 15        | 10        | 3,8        | −1,9       | −5,6       | 3,7        |
| Température maximale moyenne (°C)           | −5,7       | −5,2       | 0         | 6,7        | 13,8      | 18,8      | 21,5      | 19,3      | 13,6      | 6,4        | 0,2        | −3,3       | 7,2        |
| Record de froid (°C) date du record         | −41,6 1987 | −39,3 1946 | −30 1945  | −19,3 1998 | −9,8 1941 | −2,6 1962 | −0,1 1958 | −1,7 1980 | −5 1973   | −13,4 1992 | −27,5 1955 | −36,8 1978 | −41,6 1987 |
| Record de chaleur (°C) date du record       | 5,5 2020   | 7,3 1990   | 15,5 2007 | 24,2 2000  | 33 2014   | 34,3 2021 | 33,9 2010 | 32,4 2010 | 28,5 1938 | 21,3 2005  | 11,1 2005  | 9,4 2006   | 34,3 2021  |
| Ensoleillement (h)                          | 28         | 70         | 118       | 178        | 265       | 282       | 287       | 218       | 126       | 65         | 25         | 11         | 1 673      |
| Précipitations (mm)                         | 38         | 29         | 31        | 32         | 48        | 61        | 82        | 81        | 59        | 56         | 51         | 44         | 612        |
| dont neige (cm)                             | 16         | 21         | 22        | 5          | 0         | 0         | 0         | 0         | 0         | 0          | 5          | 11         | 80         |
| Record de pluie en 24 h (mm) date du record | 21 2016    | 14 2015    | 20 1971   | 24 1994    | 47 1957   | 43 1957   | 64 2011   | 97 2021   | 41 1973   | 43 1998    | 22 1954    | 23 1982    | 97 2021    |
| Nombre de jours avec précipitations         | 4          | 3          | 6         | 11         | 16        | 18        | 18        | 18        | 20        | 19         | 11         | 6          | 150        |
| Humidité relative (%)                       | 87         | 85         | 80        | 70         | 66        | 71        | 75        | 80        | 84        | 86         | 89         | 89         | 80         |
| Nombre de jours avec neige                  | 26         | 24         | 20        | 10         | 4         | 0,3       | 0         | 0         | 1         | 8          | 20         | 27         | 140        |
| Nombre de jours d'orage                     | 0,03       | 0,04       | 0,03      | 0,2        | 2         | 4         | 6         | 3         | 1         | 0,03       | 0          | 0          | 16         |
| Nombre de jours avec brouillard             | 1          | 1          | 3         | 3          | 2         | 2         | 2         | 2         | 3         | 3          | 2          | 1          | 25         |

| Diagramme climatique                                  |             |         |           |           |           |            |            |           |          |           |            |
| J                                                     | F           | M       | A         | M         | J         | J          | A          | S         | O        | N         | D          |
| −5,7−11,438                                           | −5,2−11,429 | 0−6,931 | 6,7−1,332 | 13,84,148 | 18,89,461 | 21,512,782 | 19,311,181 | 13,66,859 | 6,41,556 | 0,2−4,151 | −3,3−8,144 |
| Moyennes : • Temp. maxi et mini °C • Précipitation mm |             |         |           |           |           |            |            |           |          |           |            |